# Episodi di Jarod il camaleonte (seconda stagione)
La seconda stagione della serie televisiva statunitense Jarod il camaleonte, composta da 22 episodi, è stata trasmessa negli Stati Uniti dal 1º novembre 1997 al 16 maggio 1998 sul network televisivo NBC.
In Italia, invece, è andata in onda dal 13 marzo al 9 aprile 1999 su Rai 2.
| nº | Titolo originale         | Titolo italiano                | Prima TV USA     | Prima TV Italia |
| -- | ------------------------ | ------------------------------ | ---------------- | --------------- |
| 1  | Back from the Dead Again | Esperimenti pericolosi         | 1º novembre 1997 | 13 marzo 1999   |
| 2  | Scott Free               | La rapina                      | 8 novembre 1997  | 15 marzo 1999   |
| 3  | Over the Edge            | Salto nel vuoto                | 15 novembre 1997 | 17 marzo 1999   |
| 4  | Exposed                  | Il carillon                    | 22 novembre 1997 | 18 marzo 1999   |
| 5  | Nip and Tuck             | Fino alla fine                 | 6 dicembre 1997  | 19 marzo 1999   |
| 6  | Past Sim                 | Jarod contro tutti             | 13 dicembre 1997 | 20 marzo 1999   |
| 7  | Collateral Damage        | Alto tradimento                | 3 gennaio 1998   | 22 marzo 1999   |
| 8  | Hazards                  | Le colpe dei padri             | 10 gennaio 1998  | 24 marzo 1999   |
| 9  | F/X                      | Stuntman                       | 17 gennaio 1998  | 25 marzo 1999   |
| 10 | Indy Show                | Fratelli                       | 31 gennaio 1998  | 26 marzo 1999   |
| 11 | Gigolo Jarod             | Jarod gigolò                   | 7 febbraio 1998  | 27 marzo 1999   |
| 12 | Toy Surprise             | Caramelle con sorpresa         | 7 marzo 1998     | 28 marzo 1999   |
| 13 | A Stand Up Guy           | Artista in incognito           | 14 marzo 1998    | 29 marzo 1999   |
| 14 | Amnesia                  | Amnesia                        | 21 marzo 1998    | 30 marzo 1999   |
| 15 | Bulletproof              | Pallottole speciali            | 28 marzo 1998    | 31 marzo 1999   |
| 16 | Silence                  | Silenzio                       | 4 aprile 1998    | 1º aprile 1999  |
| 17 | Crash                    | L'incidente                    | 11 aprile 1998   | 2 aprile 1999   |
| 18 | Stolen                   | Il bambino rapito              | 2 maggio 1998    | 5 aprile 1999   |
| 19 | Red Rock Jarod           | La notte degli zombi           | 2 maggio 1998    | 6 aprile 1999   |
| 20 | Bank                     | Ostaggi                        | 9 maggio 1998    | 7 aprile 1999   |
| 21 | Bloodlines: Part 1 e 2   | Legami di sangue (1 e 2 parte) | 16 maggio 1998   | 8 aprile 1999   |
| 22 | Bloodlines: Part 1 e 2   | Legami di sangue (1 e 2 parte) | 16 maggio 1998   | 9 aprile 1999   |

## Esperimenti pericolosi
- Titolo originale: Back from the Dead Again
- Diretto da: James Whitmore Jr.
- Scritto da: Steven Long Mitchell e Craig W. Van Sickle

### Trama
Sydney, Parker e Broots vanno in visita in un monastero a Cuernavaca, in Messico, dove Jarod ha trascorso del tempo pensando spesso alla morte. Lì il simulatore ha lasciato delle piccole bare costruite da lui. Intanto Jarod è un professore di anatomia a Philadelphia e per presentarsi ai suoi studenti decide di spaventarli e si nasconde in un sacco e si finge un cadavere. Fra i ragazzi sembra essere particolarmente interessato al gruppo formato da Joel, Chloe e Fernando.
Al Centro, invece, ci sono grandi cambiamenti: il signor Parker è scomparso da qualche settimana e il signor Lyle ha preso il suo posto insieme a Brigitte, una biondina cinica e irriverente che è stata messa lì per aiutarlo a fare pulizia e a sostenere il gruppo di Parker nella ricerca di Jarod. La donna è infastidita dalla loro presenza e vuole scoprire chi sia questo Signor Lyle.
Jarod parla a lungo con Fernando, che sta cercando il fratello Enrique, scomparso l'anno precedente ad Halloween. Il ragazzo non si dà pace per l'inspiegabile sparizione del fratello. Jarod si trova a partecipare molto al suo dolore, in quanto continua a pensare alla morte di Kyle. Nel frattempo, però, ha anche degli incubi nei quali si vede trascinato in un tubo e iniettare delle sostanze, ma non ricorda niente di quegli avvenimenti. Cercando delle immagini, Jarod si rende conto che nei DSA che ha rubato al Centro mancano dei dischi solo di tre settimane di ottobre dell'anno prima che scappasse ed è certo che siano collegati ai suoi incubi. Così chiama Sydney per sapere cosa gli abbiano fatto.
Durante quel periodo Sydney era in Europa su ordini di Raines, così Broots viene incaricato di scoprire cosa succedeva al Centro in quelle tre settimane e anche chi sia realmente Lyle. Per farlo si infiltra nell'ufficio di Raines, ancora in infermeria per le ustioni riportate.
Jarod intanto fa amicizia col piccolo Bruno, ragazzino ribelle e divertente, che gli spiega come funziona Halloween. Poi fa delle ricerche sui morti degli ultimi anni e scopre che Enrique aiutava il dottor Christopher Fein, suo collega e professore dei suoi studenti, a cercare dei soggetti per un progetto di ricerca, fra i quali spiccavano dei barboni. La sera della scomparsa, Enrique era andato a seppellire un cadavere, quello di Marisa Hall. Tuttavia Jarod esamina i cadaveri del laboratorio e scopre che Marisa è ancora lì, dunque non può trovarsi nella sua tomba. Riesumando la bara, Jarod trova invece il cadavere di Enrique, che è stato sepolto vivo. Jarod nota che fra Fein e il fratello Sheldon, che gestisce un'agenzia di pompe funebri, c'è dell'attrito. Sfrutta questo fattore per convincerlo a confessare come mai Enrique sia sparito e cosa succeda con i cadaveri scambiati nelle tombe. Poi si introduce nel laboratorio privato di Fein insieme a Joel e scopre che il dottore faceva esperimenti su persone vive per testare il funzionamento di un farmaco di sua invenzione. Usava dei betabloccanti per rallentare il battito cardiaco e, quando non riusciva a rianimare i suoi pazienti, li uccideva. È così che intuisce che al Centro dovevano avergli fatto la stessa cosa.
Nel frattempo Broots mostra ai colleghi un DSA trovato nell'ufficio di Raines e che risale al periodo indicato da Jarod e così scoprono che sul simulatore avevano fatto lo stesso tipo di esperimento sotto la supervisione di Raines e Lyle.
Jarod invita Fein al cimitero e minaccia di seppellirlo vivo se non confessa di avere ucciso Enrique. Quando se ne va, Jarod fa in modo che Fernando riceva la collanina di Enrique, donandogli finalmente un po' di pace. Poi contatta Sydney che promette che si occuperà di Lyle, che ora è al Centro. Alla fine dell'episodio, Jarod festeggia Halloween e fa 'Dolcetto o Scherzetto' travestendosi da Raines.
- Nota. In questo episodio Jarod scopre Halloween.

## La rapina
- Titolo originale: Scott Free
- Diretto da: Joe Napolitano
- Scritto da: Tommy Thompson

### Trama
Lyle e Brigitte sono in fermento perché Jarod ha rubato 15 milioni di dollari del Centro e li ha donati in beneficenza. Lui intanto si trova a Middletown, nel Delaware, e per caso mentre mangia in una tavola calda si emoziona nel vedere un uomo, Scotty, col figlio Shawn; poi nota Scotty mentre discute con un uomo di nome Nick, un ladro che lo vuole assoldare per un colpo. Scotty non vorrebbe perché ha appena scontato 7 anni di prigione, ma si vede messo alle strette da Nick e così accetta di tornare a lavorare con lui per un ultimo furto. I due lavoreranno con Dewey e uno scassinatore con un braccio menomato di nome B.D. Cross. Jarod va alla stazione a intercettare l'arrivo di quest'uomo e mentre lo aspetta chiama Miss Parker per schernirla e chiederle se abbia rinunciato a dargli la caccia, visto che l'ultima volta è stato inseguito da Brigitte, non da lei. Una volta visto B.D. Cross, si sostituisce a lui e manda il vero criminale a Minneapolis per un nuovo colpo, chiedendo di lasciare una busta in un albergo, senza spiegargli come mai. Al Centro, mentre l'attrito fra Miss Parker e Brigitte cresce, tutti si chiedono dove sia finito il Signor Paker. Jarod e gli altri fanno delle prove del colpo in un magazzino abbandonato e quando se ne vanno un detective scatta delle fotografie di Scotty e inquadra anche Jarod, poi mette subito la sua immagine su Internet, convinto che magari qualcuno lo stia cercando. Il giovane Shawn, intanto, tiene sotto controllo il padre Scotty, che non si è presentato al lavoro, e intuisce che qualcosa non va e non vuole che si metta di nuovo nei guai. Il legame fra i due porta Jarod ad avere dei continui flashback della sua infanzia e ricorda in particolare il momento in cui ha scoperto dell'esistenza della festa del papà e ha voluto regalare a Sydney un disegno che lui non ha accettato, dato che lo ritraeva come suo padre.
Al Centro, nel frattempo, scoprono che B.D. Cross dovrà incontrarsi con Jarod a New York, e Lyle manda Brigitte a intercettarlo, con gran risentimento da parte di Miss Parker, che rimane convinta di essere l'unica in grado di scovare il simulatore in fuga e che l'indizio lasciato sia troppo scontato.
Il furto di Nick va a gonfie vele, ma si rivela essere solo un primo passo verso un ulteriore colpo: dalla cassaforte, Jarod ha estratto una scheda magnetica, che è la chiave d'accesso per un deposito di diamanti che si trova vicino al Centro. Scotty si tira indietro, allora Nick fa rapire suo figlio da Dewie e lo prende in ostaggio per convincerlo a continuare col secondo colpo. Intanto Broots e Miss Parker trovano la foto scattata dal detective in rete e lei decide di andare a fargli visita, minacciandolo di rendere pubblico del materiale scottante sul suo conto. In questo modo scopre che l'obiettivo della banda di cui fa parte Jarod è il deposito diamantifero di Wilmington. Anche Jarod, però, scopre che Miss Parker lo cerca, proprio quando visiona alcune foto scattate da Nick davanti all'ingresso del deposito. Così attua l'ennesimo piano per mandare all'aria le ricerche del Centro e, allo stesso tempo, aiutare Scotty. Durante la seconda rapina, tutti gli uomini del Centro si trovano nel deposito, pronti a intervenire per catturare Jarod. Miss Parker vorrebbe prenderlo subito, ma Brigitte la obbliga ad attendere, minacciandola con una pistola. Jarod non solo riesce a intrappolare Nick e fare in modo che rilasci Shawn, ma inganna anche Broots entrando nel suo sistema di controllo e blocca la stanza in cui si trovano i suoi inseguitori, che perdono di nuovo l'occasione di prenderlo. A fine episodio, Jarod chiama Sydney e gli chiede se avesse mai pensato a come sarebbe stato se l'avesse adottato come un figlio, ma lui risponde seccamente di non aver mai valutato una simile ipotesi. Mentre Jarod è affranto per la sua risposta, Sydney apre una cassetta piena di ricordi lasciatigli da Jarod, incluso il disegno che gli aveva fatto per la festa del papà e che aveva gelosamente (ma in segreto) conservato.
- Nota. In questo episodio Jarod scopre il giocattolo Whee-lo.

## Salto nel vuoto
- Titolo originale: Over the Edge
- Diretto da: James Whitmore Jr.
- Scritto da: Tony Blake, Paul Jackson

### Trama
Sydney e Miss Parker raggiungono Serenity Beach (Oregon), dove Jarod aveva vissuto per un po' in un tepee e trovato giovamento nella vasca sensoriale, come quando era bambino. Il simulatore vi si immerge spesso e sogna sempre sua madre. Intanto entra nella squadra USAR (Protezione Civile) di Spokane (Washington) per scoprire cosa è successo a Chris Welman, che poco tempo prima avrebbe tentato il suicidio gettandosi da un tetto. Jarod ne rimane colpito perché anche Chris, come lui, cercava la madre da anni e aveva anche messo vari annunci sui giornali per trovarla. Ora il ragazzo è uscito dal coma, ma ha continue crisi e non si capisce se si rimetterà del tutto. I suoi colleghi sono Joellen, Roger e Bobby, e la prima in particolare è molto legata a Chris. Jarod trova la mamma del ragazzo, Grace, ma lei non vuole saperne di rivedere il figlio e lo caccia in malo modo. Nel frattempo, al Centro, inizia un'indagine per scoprire chi abbia sparato a Raines; il Dr. Curtis conduce degli interrogatori che vengono visionati in diretta dallo stesso Raines, ancora convalescente.
Jarod scopre che nella squadra ci sono attriti fra Bobby e Joellen, che sembra turbata dal fatto di dover lavorare sola con lui; più tardi si immedesima in Chris e ripercorre la sua caduta, rendendosi conto che c'è qualcosa che non va nella versione dei fatti che gli è stata riferita. Un barbone-poeta di nome Spencer gli rivela che quel giorno c'era un altro uomo con Chris e i due stavano litigando. Lo stesso uomo l'ha pagato per non parlare dell'incidente con la polizia e ha notato che aveva un fermasoldi con sopra un disegno a forma di ragnatela. Più tardi Jarod scopre che è proprio Bobby ad avere quel fermasoldi.
Jarod chiama Sydney e gli espone i dubbi sulle madri in generale: si chiede se una donna possa dimenticarsi di suo figlio e Sydney risponde che se una donna non ama il proprio bambino, è solo perché non ama se stessa. Così Jarod torna da Grace e scopre che evita Chris perché è una ex-drogata e si vergogna di se stessa.
Quando Bobby molesta Joellen, Jarod interviene per aiutarla e poi si fa raccontare la verità sul collega: a quanto pare Chris sapeva che lui la molestava continuamente e voleva parlarne al capo, ma questo poteva costare la promozione a Bobby. Così Jarod inscena il classico incidente e invita Bobby ad aiutarlo a salvare un operaio rimasto bloccato senza sensi su un'impalcatura (in realtà si tratta di Spencer camuffato). Quando Bobby si cala con la corda per aiutarlo, Jarod minaccia di farlo cadere se non confessa e lui, messo alle strette, ammette di aver simulato il suicidio di Chris per salvarsi il posto.
Al Centro gli interrogatori non portano a niente: Sydney non si dimostra collaborativo, Broots si arrabbia solamente perché teme per la vita di sua figlia, e Miss Parker finge che non le interessi nulla di un'eventuale morte di Jarod e poi fa capire a Raines che se fosse stata lei a sparare ora sarebbe morto. Il Dr. Curtis comunica a Raines che non ha capito chi ha sparato, ma più tardi va a fare visita a un uomo misterioso a San Francisco, che a quanto pare l'ha ingaggiato proprio per scoprire la stessa cosa. A lui lascia un faldone con scritto chi, secondo le sue analisi, ha sparato davvero a Raines. L'uomo misterioso non è altri che Jarod. Alla fine dell'episodio, Grace va a trovare suo figlio che reagisce positivamente alla sua visita, e Jarod riesce a "vedere" sua mamma e ad abbracciarla, almeno nella sua mente.
- Nota. In questo episodio Jarod scopre le angurie, l'Uomo Ragno e gli elastici per le auto con due ganci.

## Il carillon
- Titolo originale: Exposed
- Diretto da: Jim Charleston
- Scritto da: Tyler Bensinger

### Trama
Jarod rivede un DSA del 1967 nel quale esortava Sydney a far spegnere le telecamere del Centro. Intanto Miss Parker e Sydney vanno a visitare un negozio di fotografie per bambini dove ha lavorato Jarod e scoprono che il simulatore ha lasciato per loro una borsa con dentro un View Master senza immagini.
Jarod sta facendo il fotografo per la 'Faxon Modeling Agency' di Miami. Il suo compito è fare degli scatti a modelle o future modelle, fra le quali spicca la bellissima Cindy Thomas. In realtà si trova lì perché sta indagando sulla morte di un'altra modella, Kimberly Green, che era perseguitata da uno stalker ed è scomparsa in un incidente d'auto.
Al Centro arriva un pacco per Miss Parker da parte di Jarod. Nella scatola trova un'aragosta ancora viva e la pellicola da inserire nel View Master. Gli scatti ritraggono un negozio di antiquariato e un ristorante di una località di nome Rock Cove, dove Jarod è stato per qualche tempo.
All'agenzia, intanto, Jarod scopre che un ragazzo balbuziente e timido, Toby, scatta foto alle modelle e le ritocca. Mentre l'accompagna a casa, Cindy spiega a Jarod che da quando Kimberly è stata perseguitata e poi uccisa non ha più il coraggio di uscire da sola.
Miss Parker decide di seguire la pista di Jarod e va nel Maine, dove riceve una sua chiamata: Jarod vuole metterla sulle tracce di suo padre, ma in cambio vuole sapere dove sono i suoi genitori. Come sempre, i due non fanno altro che battibeccare, ma Jarod la invita anche a salutargli Gladys.
Raggiunto il negozio di antiquariato, Parker trova una vecchia signora, Gladys appunto, che le lascia un carillon da parte di Jarod e la invita ad andare a pranzo con qualcuno il giorno dopo.
Il simulatore, intanto, si immedesima nel modo di fare di un maniaco e segue una modella di nome Zoe per tutto il giorno per capire come si comportano gli stalker. Jarod scopre che Toby è davvero un ottimo fotografo, ma non ha il coraggio di mostrare i suoi scatti a Faxon.
Jarod scopre che Cindy non ha tutti i torti ad avere paura, visto che il maniaco scatta delle sue foto e brucia i suoi occhi con l'acido, per poi lasciargliele nel suo camerino per terrorizzarla.
Nel frattempo Miss Parker va a mangiare alla 'Casa dell'aragosta di Chuck' (il ristorante della foto scattata da Jarod) e incontra di nuovo Ben Miller, l'amico di sua madre che aveva conosciuto un anno prima. Ben dona a Miss Parker una ballerina da inserire nel carillon, visto che Jarod gli aveva chiesto di consegnargliela non appena si fossero rivisti. Il carillon non funziona ancora perché manca ancora una statuina, però Ben rivela a Parker che il carillon apparteneva proprio a Catherine, che era stata una ballerina prima di sposarsi.
Jarod consulta i tabulati telefonici e scopre delle chiamate regolari che la sorella di Kimberly fa spesso allo stesso numero. Cercando la location del numero telefonico, Jarod scopre che Kimberly è ancora viva. Decide di conquistare la sua fiducia mostrandole un DSA di lui da piccolo al Centro, allora la modella evoca il ricordo della notte in cui il maniaco l'ha aggredita e Jarod chiede il suo aiuto per trovare lo stalker.
Ben racconta a Miss Parker altri aneddoti su sua madre e le dice che stava con lui ogni aprile per un paio di settimane. Avevano avuto una relazione e per lei era un modo per evadere dalla vita in cui era intrappolata.
Jarod fa scattare a Toby delle foto a tutti gli uomini dell'agenzia e controllandone una in particolare scopre un uomo nascosto dietro una tenda a osservare minacciosamente il servizio fotografico di Cindy. Si tratta di Brian Stoffel, il principale aiutante del direttore Faxon.
Jarod mette "in trappola" Brian e lo fa confessare di avere molestato Kimberly e di averla aggredita con l'acido. Il lieto fine c'è anche per Toby, che trova il coraggio di mostrare le foto al capo e corona finalmente il suo sogno di diventare un fotografo.
Jarod chiama Miss Parker e le fa capire di averle mandato già la seconda ballerina per il carillon. Le due statuine insieme fanno partire l'ingranaggio e la musica. Quando Jarod attacca le ricorda che il suo compleanno è a gennaio ed è questo il punto di tutta la faccenda. Facendo alcuni calcoli, Miss Parker capisce che in realtà potrebbe essere proprio figlia di Ben, dato che sua mamma andava da lui sempre in aprile.
Proprio nel mezzo di questi pensieri, riappare il Signor Parker, che la esorta a non fare domande e a fidarsi di lui.
- Nota. In questo episodio Jarod scopre i nasi rossi da clown.

## Fino alla fine
- Titolo originale: Nip and Tuck
- Diretto da: Michael Lange
- Scritto da: Eric Morris

### Trama
Jarod riguarda dei filmati del dicembre del '67 in cui aveva avuto delle crisi di identità, nel frattempo modella dei busti della dea Afrodite con degli insoliti seni prorompenti, dato che ha deciso di fare il chirurgo estetico a Los Angeles. Broots arriva al Centro con un disegno di sua figlia Debbie, sostenendo di sentirsi spiato; Angelo, che sta provando empaticamente le emozioni che ha provato Jarod scolpendo, rimane affascinato dal disegno, ma Miss Parker lo esorta a lasciarlo stare.
Nella clinica per chirurgia estetica privata in cui lavora, Jarod ha due colleghi: il Dr. Banks, che pensa solamente ai soldi e alle donne famose che opera, e la Dottoressa Brant, direttrice della clinica; nonostante i clienti siano soprattutto vip, anche loro vari pazienti della mutua, cosa che non li rende troppo felici. Una di questi è stata Tricia Holmes, una ragazza amante del canto e della musica che è rimasta sfigurata dopo un incidente d'auto e ora ha perso la speranza. Quando Jarod la va a trovare, la nonna gli svela che Tricia sta ricevendo dei regali misteriosi dal giorno dell'operazione. Jarod cerca di farle capire che "la vita è un dono" e vorrebbe che lei riprendesse a uscire di casa.
Brigitte cerca di convincere Broots a collaborare con lei in cambio di protezione da chi lo sta seguendo, promettendo di rendere la vita del tecnico più sicura. Nel frattempo il disegno di Debbie sparisce, rubato da Angelo che ne è rimasto affascinato e sente la paura di Broots. Proprio mentre sta tornando a casa dopo il lavoro, Broots subisce un attentato: qualcuno prima gli lascia delle foto che lo ritraggono con Debbie, poi gli spara. Angelo, fuggito dal Centro, gli salva la vita e gli rende il disegno di Debbie che l'ha condotto fino a casa sua. Nonostante ciò, Miss Parker è ancora scettica e si chiede come abbia fatto Angelo a uscire dal Centro. Broots le mostra una scheda di sicurezza trovata fra le mani dell'empatico. Sydney, invece, gli mostra i bossoli appartenenti a una 9 mm e un mozzicone di sigaretta, tutti indizi che lo inducono a credere che sia stata proprio Miss Parker a tentare di ucciderlo.
Jarod porta il Dr. Banks da Tricia e scopre che dopo l'operazione eseguita da lui la ragazza stava bene; i sospetti, quindi, cadono sulla Dottoressa Brant. Intanto al Centro Brigitte cerca di nuovo di fornire protezione a Broots, chiedendo in cambio di controllare Miss Parker per conto suo. Angelo, invece, gli fa capire che non è stata Miss Parker a sparargli, ma proprio Brigitte. Più tardi Miss Parker fa una chiacchierata con la biondina e le fa capire che nonostante Broots "sia un idiota" è il suo idiota e quindi non deve più infastidire nessuno dei suoi collaboratori. Brigitte ammette di averlo intimidito con gli spari, ma non è stata lei a scattare le foto minatorie che gli sono state inviate.
Jarod convince Ray, un dottore in combutta con Christine Brant, a confessare: è stata la dottoressa a distruggere il viso di Tricia, sottraendole un pezzo di osso per curare una vip e lacerandole un nervo per la fretta di concludere l'operazione. Con l'aiuto di Banks, Jarod simula un incidente d'auto e poi lega Christine al tavolo operatorio, obbligandola a confessare ciò che ha fatto. Nonostante la donna dica la verità, Jarod fa finta di averla comunque sfigurata per spaventarla ulteriormente.
A fine episodio, Tricia esce finalmente di casa e ricomincia a vivere, mentre al Centro arrivano altre foto minatorie che ritraggono anche Miss Parker. Angelo le prende in mano e reagisce in malo modo, provando molta rabbia. Rimasto solo nella stanza, pronuncia la frase: Io decido chi vive o chi muore. Infatti il vero fotografo è Kyle, il fratello di Jarod.
- Nota. In questo episodio Jarod scopre il pongo Play-Doh.

## Jarod contro tutti
- Titolo originale: Past Sim
- Diretto da: Fred K. Keller
- Scritto da: Tommy Thompson

### Trama
Jarod, impegnato in una parentesi come gelataio a Baltimore (Maryland), scopre che una donna di nome Emma Barrett è stata rapita. Si tratta dell'unica testimone nel processo contro il boss mafioso Sammy Tanaka, che anni prima ha ucciso suo figlio per sbaglio durante uno scontro a fuoco con un altro uomo. Ascoltando i dettagli del rapimento, Jarod capisce che è stata sfruttata una sua simulazione preparata al Centro, che doveva servire a "liberare" un ostaggio. Durante l'assalto ha perso la vita anche un agente di polizia che stava alla guida del convoglio, mentre un altro è stato ferito. Furioso, Jarod chiama Sydney e Miss Parker e "dichiara guerra" al Centro giurando di aiutare Emma.
Miss Parker parla col padre della telefonata di Jarod, ma l'uomo apparentemente sembra accettare i modi di fare di Lyle, che ha venduto la simulazione di Jarod alla mafia giapponese di Tanaka. Intanto Broots ha ottenuto il divorzio e l'affidamento esclusivo di sua figlia Debbie, anche grazie alle prove mandate da un testimone misterioso in merito alla mania del gioco d'azzardo della sua ex-moglie.
Jarod si inserisce nel gruppo di agenti F.B.I. che cercano Emma e conosce il suo avvocato, Jessica Kline, e l'agente rimasto ferito durante lo scontro, Russel Gillson. L'uomo afferma di aver risposto al fuoco finché ha potuto e di aver sparato diversi colpi di pistola per difendere il convoglio.
Più tardi, ripensando alla sua simulazione, Jarod si ricorda che l'ostaggio liberato doveva essere tenuto per 24 ore in luogo sicuro vicino al posto del rapimento. Cercando in giro trova un motel e scopre gli uomini del Centro che trasportano altrove la Barrett e per poco non lo investono. Sconsolato, Jarod chiede aiuto a Sydney facendogli notare che per colpa loro è già stato versato troppo sangue. Sydney va a trovare Broots a casa sua e gli chiede una mano per infiltrarsi nell'ufficio di Lyle, ma lui rifiuta, preoccupato per sua figlia Debbie. Poco dopo è addirittura Jarod a presentarsi a casa del tecnico, implorandolo di aiutarlo in memoria del figlio di Emma. Parlando con il simulatore, Broots intuisce anche che è stato lui a fornire le prove necessarie durante la causa di divorzio, e questo lo porta ad accettare di aiutarlo.
Lyle parla con Raines che, almeno ai suoi occhi, lo sta aiutando nella trattativa coi giapponesi; in realtà sta agendo alle sue spalle e fa in modo che Miss Parker ottenga delle informazioni su un suo incontro con Tommy Tanaka, figlio del boss mafioso. Si scopre che Miss Parker conosce Tommy intimamente, dato che avevano frequentato lo stesso college in Giappone. La donna fa da interprete per Lyle e viene stabilito il luogo dello scambio: 10 milioni di dollari per Emma. Tommy ha da poco perduto un pollice per aver deluso suo padre: Parker spiega a Lyle che la mafia giapponese si comporta così contro i traditori.
Raines chiede a Parker di fornire un conto diverso per l'accredito di soldi durante lo scambio, sostenendo di volersi in questo modo liberare di Lyle. Miss Parker, suo malgrado accetta.
Broots, intanto, dà a Jarod le informazioni sul luogo in cui si trova Emma. Durante l'incontro Tommy le chiede di inserire i dati del conto corrente su cui fare il trasferimento e lei usa le coordinate datele da Raines. Quando i soldi spariscono dal conto, Lyle pensa che Tanaka voglia truffarlo. Proprio mentre le armi iniziano ad apparire sulla scena, Jarod si intromette e riesce da solo a liberare Emma e scappare con lei.
La donna non si fida subito di lui e non è più sicura di voler testimoniare, anche perché a causa sua è morto un altro agente, padre di due figli. Emma gli spiega cosa è successo il giorno del suo rapimento e gli spiega che l'agente Gillson non ha mai tirato fuori la pistola. Quando Jarod riguarda i filmati delle sue dichiarazioni capisce che ha mentito, dunque deve essere coinvolto nel rapimento di Emma.
La mattina della convocazione, Emma scappa e Jarod la trova sulla tomba del figlio Max. Quando capisce che si sente sola e colpevole per la morte del figlio, Jarod la consola, convincendola a tornare in tribunale con lui. Miss Parker intanto scopre che Raines ha architettato tutto su consiglio di suo padre, che si rivela essere in realtà ostile alla presenza di Lyle.
Fuori dal tribunale tutto il Centro viene movimentato e tantissimi spazzini si riversano ad attendere l'arrivo di Jarod ed Emma, ma il simulatore con uno stratagemma riesce comunque a fare entrare la testimone nell'aula. Ringrazia anche l'agente Gillson, fingendo che l'abbia aiutato a trovare Emma. La cosa, ovviamente, fa infuriare Sammy Tanaka. Con sua grande gioia, Jarod fa anche arrestare Miss Parker e i suoi spazzini per fermarli, mentre lui se ne va ancora una volta sotto il suo naso.
Mentre il signor Parker e Raines pregustano la vittoria e l'arrivo dei soldi di Tanaka, si scopre che sono spariti dal conto. Jarod chiama Sydney e ringrazia lui e Broots per l'aiuto che gli hanno dato anche per il recupero dei dieci milioni di dollari. Li userà, come sempre, per aiutare gli altri. A fine episodio, scopriamo che Lyle è seguito da due uomini di Tanaka.
- Nota. In questo episodio Jarod scopre la Magic 8 ball.

## Alto tradimento
- Titolo originale: Collateral Damage
- Diretto da: Vern Gillum
- Scritto da: Harry Dunn

### Trama
Jarod è a Washington a cercare il nome di suo padre nell'elenco degli eroi americani; una donna attira la sua attenzione perché cerca dei veterani che conoscano suo padre, ma viene allontanata perché è stata diffidata dall'andare in quel posto. Suo padre era Mark Clements, accusato di avere venduto informazioni ai Viet Cong nel 1972, durante la guerra in Vietnam.
Convinto che la ragazza abbia ragione sul padre, Jarod si fa inserire nella compagnia Bravo in Virginia, dove stanno cercando di sgominare le bande di spacciatori colombiani in associazione col governo locale, in un'operazione chiamata Dust Off. Il capitano della compagnia, Prentiss McClaren, era in Vietnam con Mark e con quello che ora è diventato il deputato Barney Stanfield. È a lui che si sta appellando Denise, la figlia di Mark, per cercare di riabilitare il nome di suo padre.
Intanto, al Centro, Debbie è al lavoro con Broots perché non c'è la sua babysitter, ma Raines decide di mandarlo a Miami per investigare sulle attività di Jarod. Così si trova ad affidare la bambina a Miss Parker, unica disponibile, ma terribilmente contrariata all'idea. La donna non riesce a sopportare la presenza della bambina, e la riprende duramente quando trova un regalo ancora impacchettato nel suo armadio.
Jarod fa amicizia con Denise e scopre che lei è in possesso dell'ultima lettera di suo padre, nella quale lui confessava di aver scoperto che c'era un traditore nella sua compagnia, per poi essere incastrato da lui. In questa lettera l'uomo diceva che Duc aveva dei segreti. Denise vorrebbe arrendersi, ma Jarod cerca di consolarla e la sprona a continuare.
Jarod scopre che Duc era il bambino vietnamita intervistato dopo aver assistito alla morte di Mark; lo ritrova in America, ormai diventato ricco e famoso, ma quando lo va a trovare lui fa finta di non conoscere Mark.
La missione in Colombia è un successo anche per il capitano McClaren, ideatore della task force. Durante il blitz è saltata in aria una fabbrica di droga. Guardando i video dell'esplosione, Jarod si accorge che ci sono stati pochi detriti. questo perché probabilmente il trafficante era stato avvertito e se n'era andato prima della retata.
Studiando la provenienza dei sigari che McClaren e Stanfield si vantano tanto di ricevere solo perché "conoscono qualcuno", Jarod scopre che sono di un'azienda che ha fra i suoi maggiori azionisti proprio il trafficante di droga Esteban Largo.
Nel frattempo Miss Parker parla con Sydney, che le spiega che probabilmente trasferisce sulla bambina l'odio per sé stessa, dato che si sente responsabile per la morte di sua mamma. Quando la donna si ritrova nel corridoio del Centro in cui è stata uccisa Catherine, rivive per l'ennesima volta quei momenti terribili e ne rimane sconvolta. In questo caso è proprio la piccola Debbie a consolarla.
Jarod convince Duc a parlare, ricordandogli Mark; il ragazzo confessa che McClaren l'aveva portato negli U.S.A. in cambio di una testimonianza falsa sulla morte di Mark. In realtà il vero traditore era proprio il capitano, che aveva poi attirato Mark in una trappola per ucciderlo e usarlo come capro espiatorio. Lui e Duc erano nel bosco, il bambino era finito su una mina anti-uomo e, per salvargli la vita, Mark l'aveva protetto mettendocisi sopra al suo posto, poi McClaren gli aveva sparato.
Debbie parla con Miss Parker, che le chiede scusa e le spiega come mai non aveva mai aperto il regalo. Le due decidono di aprirlo insieme e scoprono che la confezione contiene un'edizione di Piccole Donne. Miss Parker legge per Debbie, rievocando quando la madre lo faceva per lei.
Jarod riesce a incastrare McClaren: lo fa finire su una mina (finta) e lo minaccia di dire la verità in cambio della vita. Il capitano confessa di vendere segreti militare al miglior offerente e di avere incastrato Mark Clements.
Debbie torna da Broots vestita come Miss Parker, che l'ha plasmata a sua immagine e somiglianza; poi la donna lo esorta a crescere sua figlia con l'affetto che merita. Le regala anche il libro di sua madre, ma tiene con sé il fiocco che impacchettava il regalo.
A fine episodio, Jarod assiste alla riabilitazione di Mark Clements, il cui nome è stato finalmente inserito sul muro degli eroi.
- Nota. In questo episodio Jarod scopre la gelatina e Rambo.

## Le colpe dei padri
- Titolo originale: Hazards
- Diretto da: Chuck Bowman
- Scritto da: Juan Carlos Coto

### Trama
Jarod è a Oakland in California e sta aspettando l'autobus con un uomo di nome Dan Healy; i due guardano le foto delle rispettive famiglie e l'uomo sembra molto legato alla sua. Ma all'improvviso si alza e si getta sotto un autobus, deciso a suicidarsi. Jarod non fa in tempo a fermarlo, ma lo salva soccorrendolo; poi prende la sua valigia per capire come mai ha compiuto questo gesto. Dan è stato ritenuto responsabile di un incidente accaduto alla ECS, ditta che si occupa di smaltimento di materiali altamente pericolosi, fra cui l'MZT.
Al Centro, Syd è di ottimo umore perché reduce da un appuntamento galante. Sta intrattenendo i due colleghi con delle battute di spirito, quando improvvisamente vede passare un uomo che attira la sua totale attenzione. Sydney cambia espressione e lascia Miss Parker e Broots di stucco. Poco dopo lo psichiatra recupera un vecchio identikit disegnato da Jarod, poi prende la sua pistola e sparisce.
Jarod si fa assumere all'ECS e scopre che l'MZT ha causato la morte di tre colleghi di Dan; lui aveva collaudato il sigillante dei contenitori per mesi, ma uno di questi ha ceduto ed è esploso. La sua collega, Gibbs, è convinta che lui avesse fatto delle ricerche accurate e che non sia colpa sua. Horace Strickland, invece, gli dà la colpa e si dimostra molto infatile quando si tratta di ricordare i morti dell'incidente.
Miss Parker chiama Angelo a indagare sulla sparizione di Syd: il sensitivo trova il disegno di Jarod, poi lo ruba e ne manda una copia via mail al diretto interessato. Broots nel frattempo scopre dall'identikit che l'uomo che ha sconvolto Sydney è Martin Zeller, un optometrista di New York pagato dal Centro.
Jarod, nel frattempo, fa diversi test e scopre che il sigillante di Dan regge alla perfezione per ore intere. Capisce quindi che è stato qualcos'altro a far cedere i contenitori. Quando riceve la mail di Angelo, chiama immediatamente Miss Parker - che ovviamente si chiede come faccia a sapere sempre cosa succede al Centro - e la prega di sbrigarsi a trovare Sydney per fermarlo. Lui sa chi sia veramente Zeller e la esorta ad andare a cercarlo da sola, se tiene a lui. Sydney intanto raggiunge Zeller e manifesta la volontà di ucciderlo.
Jarod cerca di consolare Todd, il figlio di Dan: il ragazzo ha un forte legame col padre, con cui amava andare a pesca; confessa anche che la sera prima dell'incidente avevano litigato perché lo credeva colpevole per le morti dei suoi colleghi. Jarod fa delle ricerche e scopre che Strickland ha dei versamenti notevoli sul suo conto. Controllando i suoi contatti, capisce che gestisce un traffico illegale di eroina, usando dei contenitori in eccesso che non vengono sepolti nelle miniere per le scorie, bensì contengono droga e finiscono nelle mani dei trafficanti. Jarod coinvolge la collega Gibbs nei suoi ragionamenti e le spiega che Strickland ha causato l'incidente perché uno dei colleghi morti, Meyers, sapeva dei suoi traffici e lo stava ricattando.
Sydney intanto vorrebbe uccidere Zeller, ma Miss Parker arriva in tempo per fermarlo; in realtà Zeller è il Dr. Krieg, medico nel campo di concentramento di Dachau che ha fatto esperimenti su gemelli per anni, internando anche Sydney e Jacob e uccidendo i loro genitori.
Jarod chiude Strickland in un contenitore per scorie e lo minaccia di ucciderlo se non confesserà ciò che ha fatto; come sempre, il malcapitato non può che ammettere di aver causato l'incidente per uccidere Meyers e di avere lasciato credere che la colpa fosse di Dan.
Miss Parker parla con Sydney e, facendo un po' di psicologia inversa, lo convince a non uccidere Krieg. Sydney capisce di essere diventato un mostro come il suo peggiore incubo, visto che ha cresciuto Jarod come una cavia.
Dopo aver salutato Dan e la sua famiglia, finalmente riuniti, Jarod rivede un vecchio filmato di lui e Sydney, durante il quale il dottore gli aveva confessato di aver perso tutta la sua famiglia a parte il fratello. Jarod l'aveva consolato, dicendo che sarebbe stato lui la sua famiglia.
Quando a fine episodio Jarod chiama finalmente Sydney, gli dice che non è un mostro e gli fa capire che non lo accomuna a Krieg, anzi "è ancora la sua famiglia". Poi gli dice che forse un giorno andranno a pesca, solo loro due.
- Nota. In questo episodio Jarod scopre le merendine Twinkie, le esche finte e la canzoncina 99 Bottles of Beer.

## Stuntman
- Titolo originale: F/X
- Diretto da: Vern Gillum
- Scritto da: Harry Dunn

### Trama
Jarod invia a Miss Parker un pacco esplosivo; la donna riceve una chiamata e sente una voce tratta da un film di Frankenstein. Nel pacco c'è una statuina di un angelo con un'ala spezzata e un biglietto che sembra tratto dal film e che dice: "Igor conosce il segreto". Miss Parker trova un regalino di Jarod anche a casa sua: il pupazzo di un mostro nascosto nel suo letto e che fa strani versi. Jarod la chiama e la invita a dirgli qualcosa sulla sua identità, altrimenti non le svelerà chi sia "Igor". Parker gli ribadisce che non può dirgli nulla e allora Jarod le comunica che continueranno con i loro giochetti e gli indovinelli.
Intanto Jarod diventa un coordinatore degli effetti speciali e fa anche da stuntman sul set della pubblicità per la birra Blaster. Si tratta di uno spot basato su due attori che girano l'America in automobile. La campagna è organizzata da Brynne McLain, mentre il vecchio realizzatore degli effetti speciali era Mickey Clausen, ora licenziato dopo aver causato un incendio durante le riprese e che ha lasciato sfigurato l'amico Dave in un incendio. L'assistente di Mickey, Ray, è un ex-alcolista, ormai sobrio da 5 anni anche grazie all'aiuto ricevuto da Dave; è lui a spiegare a Jarod che l'incidente s'è verificato perché Mickey ha esagerato col clorato di potassio sparso sull'automobile. È anche per questo che Mickey si sente in colpa e non vuole andare all'ospedale a trovare l'amico.
Al Centro, Miss Parker riesce ad aprire il mostro di Jarod e dentro ci trova un telecomando per gestirlo: dopo averlo usato per un po' a caso, il mostro inizia a dire "Sei proprio uguale a lei", riferendosi a Miss Parker e Catherine.
Jarod vede i filmati realizzati durante l'incidente e si rende conto che ci sono state due esplosioni distinte, una generatasi proprio mentre l'auto toccava il cartellone pubblicitario della birra.
Miss Parker, giunta al limite della sopportazione, stacca la testa al mostro di Jarod. Nel buco lasciato trovano una videocassetta: riguarda un video girato da una camera di sorveglianza nel SL-27 del 12 aprile del 1970, il giorno prima della morte di Catherine. La donna, nel video, si rivolge a un certo Fenigor, ossia Igor, e gli chiede aiuto per portare via dal Centro Jarod e Timmy il giorno dopo. Sydney non sa chi sia Timmy, ma era uno degli esperimenti di Raines.
Intanto Jarod scopre che Ray si fabbrica da solo il napalm, dato che gli propone di usarlo per gli effetti speciali. Insospettito, scopre che Ray ha ancora delle bottiglie di alcool fra le sue cose. Mickey, nel frattempo, vuole mollare il suo lavoro con gli effetti speciali perché nessuno vuole più lavorare con lui.
Miss Parker, Broots e Sydney si recano nel SL-27 per cercare la Stanza 155 che si vedeva nel DSA; Sydney ha anche scoperto che l'ordine di rilascio per Timmy era datato proprio 13 aprile 1970. Quando trovano la stanza, trovano all'interno una sedia neuroelettrica. Syd allora ci porta Angelo, che ha una reazione terribile e distrugge la sedia, per poi iniziare a dire che "Timmy non c'è più".
Jarod si finge Dave e si trucca da ustionato, così da convincere Ray a confessare quello che ha fatto: l'assistente spiega che Brynne ha voluto usare il Napalm per l'esplosione e lui ha taciuto, facendo rischiare la vita a Dave. Allora Jarod mette in atto il suo piano con l'aiuto di Mickey: costringe Brynne a confessare facendole credere che farà schiantare l'auto contro il cartellone pubblicitario e la farà bruciare come con Dave. La donna rivela tutto e, come sempre, viene smascherata pubblicamente. Dave e Mickey si ritrovano e quest'ultimo fa pace anche con la famiglia del suo migliore amico.
Broots trova dei video nell'archivio segreto di Raines: il primo mostra Catherine Parker mentre va a trovare Timmy e cerca di consolarlo. Il secondo mostra la reazione della donna quando Raines riesce nell'intento di lobotomizzarlo del tutto sulla sedia neuroelettrica; è da allora che Timmy non esiste più e nasce "Angelo". Miss Parker è in pena per Angelo, che stringe fra le mani la statuetta mandata da Jarod e piange, ripensando al bambino che era stato.
Jarod vede i filmati di sé stesso da piccolo, quando gli avevano spiegato che Timmy era stato mandato via; nel video c'era anche Fenigor. Nemmeno il simulatore sa ancora chi sia. Più tardi chiama nuovamente Miss Parker e le rivela di aver trovato il videotape nella cassetta di sicurezza di sua madre, dove ci sono molte cose che la riguardano. Miss Parker lo implora di dirle chi sia Fenigor, ma Jarod, come sempre, non ha intenzione di parlare se non in cambio di informazioni sulla sua vera identità. Tuttavia esorta Parker a cercare notizie su Fenigor, perché è la chiave per conoscere il loro passato. Quando chiude la conversazione, Jarod stringe fra le mani il diario segreto di Catherine Parker.
- Nota. In questo episodio Jarod scopre vari film dell'orrore, fra cui Frankenstein, e i modellini delle macchinine.

## Fratelli
- Titolo originale: Indy Show
- Diretto da: Chuck Bowman
- Scritto da: Tommy Thompson

### Trama
Sydney fa un sogno strano nel quale Jarod è al Centro e gli chiede la verità sulla sua famiglia; poco dopo vede anche suo fratello Jacob che gli dice di avere poco tempo. Intanto Broots sta giocando con un videogioco di macchine da corsa inviato da Jarod e, quando arriva Miss Parker, la informa che Syd ha lasciato un biglietto per lei. Il messaggio dice: Il nostro amico soffocato si è svegliato e lo psichiatra l'avvisa che andrà a pescare. Parker capisce subito che si tratta di Jacob, e invita Broots a cercare Sydney.
Jarod intanto è diventato un pilota di Formula Indy insieme a R.J. Roemer e Nigel Brinkman, rispettivamente secondo e primo pilota della scuderia. Il fratello di R.J., Jimmy, guidava la terza macchina e ha avuto un incidente in cui si è rotto una gamba, così Jarod lo sostituisce.
Intanto Broots scopre che, quando va a pescare, Syd è solito soggiornare in una baita di montagna a Whitecloud; Miss Parker parte subito alla volta dell'indirizzo trovato dal tecnico. Sydney è in ospedale con Jacob, finalmente sveglio, ma il fratello non si rende conto di dove si trovi, parla in modo strano e crede di essere ancora nel '42, dato che fa il nome della madre Greta. Intanto anche al Centro, intercettata la chiamata di Sydney, scoprono che Jacob è ancora vivo, così Raines manda gli spazzini a cercarlo per ucciderlo.
Jarod va con R.J. in ospedale a trovare Jimmy, che gli dice di essere convinto di aver frenato, ma che l'acceleratore sembrava continuare ad andare. Intanto Jarod nota che R.J. ha uno strano tremito alla mano.
Anna, la moglie di Jimmy, spiega a Jarod che i due fratelli sono sempre stati messi in competizione dal padre, il capo della scuderia.
Sydney riesce a scappare con Jacob proprio mentre gli spazzini stanno per catturarli. Poche ore dopo Miss Parker li raggiunge a Whitecloud e Sydney l'accusa di aver rivelato a Raines dove trovarli. Parker si infuria per la sua poca fiducia nei suoi confronti e rammenta a Syd che era stata proprio lei a fingere di uccidere suo fratello, quindi è la prima a essere in pericolo. Syd le spiega che Jacob sta morendo, perché il virus che l'ha svegliato lo sta anche uccidendo e ormai ha solo 12 ore di vita. In un momento di rara emotività, Miss Parker lo consola abbracciandolo.
Jarod trova il cavo dell'acceleratore di Jimmy e scopre che ha la guaina allentata: il meccanico, Graham Hawkes, gli spiega che se fosse stato manomesso in questo modo, l'acceleratore avrebbe continuato ad andare anche dopo aver alzato il piede. Dopo alcuni test, Jarod scopre che è stata usata una pinza molto particolare per allentare il cavo, che era in possesso di R.J., ma non si spiega perché volesse uccidere il fratello. In realtà, questa pinza è stata vinta da Nigel, il primo pilota, dopo una scommessa fatta con R.J.
Broots porta a Sydney alcuni effetti personali e Parker gli chiede di guadagnare tempo con Raines. Quando questi lo mette sotto torchio, Broots resiste alcune ore poi, minacciato con la fiamma ossidrica, cede e dice a Raines di Jacob. Sydney riesce comunque a parlare a Jacob di Jarod e di come l'abbia protetto da sempre; gli svela anche di aver tentato di uccidere Raines sparandogli, ma finendo col colpire solamente la sua bombola - con un'attonita Parker che lo ascolta incredula. Jacob non sembra fare miglioramenti.
Jarod convince il meccanico a parlare e lui spiega di aver permesso a Brinkman di manomettere l'acceleratore della macchina. In realtà Nigel non voleva fare del male a Jimmy, ma ad R.J., che aveva migliorato i suoi tempi al punto da poter diventare primo pilota. Hawkes aveva deciso di aiutarlo solo perché temeva che, se R.J. fosse diventato primo pilota, non l'avrebbe più voluto come capo-meccanico. Jimmy si era trovato alla guida per coprire R.J., colpito da forti tremori alla mano, che promette di far curare non appena starà meglio suo fratello.
I tre organizzano il classico piano per fare confessare Nigel in diretta durante le prove in pista: Jarod controlla i comandi della sua auto e minaccia di farlo schiantare, così Nigel ammette il sabotaggio.
Alla baita, nel frattempo, Jacob riesce a scrivere la parola "Gene" su un foglio poco prima di morire, ma Sydney non sa a cosa si riferisca. La mattina dopo, Sydney e Parker vengono scovati da Raines mentre fanno una partita a carte. Ovviamente il dottore non è convinto e li avverte ancora una volta di quanto sia pericoloso mettersi contro il Centro.
Jarod va a trovare il suo mentore sulla tomba del fratello e Sydney gli cede il foglietto con la scritta "Gene", sperando che questo possa aiutarlo ad avvicinarsi di più alla sua famiglia.
- Nota. In questo episodio compaiono in un cameo Mario Andretti e il figlio Michael Andretti, vista l'ambientazione dell'episodio nel mondo della Formula Indy.

## Jarod gigolò
- Titolo originale: Gigolo Jarod
- Diretto da: Rodney Charters
- Scritto da: Tyler Bensinger

### Trama
In un DSA del 1971, Jarod nota come aveva costruito una casa di stuzzicadenti perché gli mancava la sua; quando Miss Parker, Sydney e Broots arrivano nel suo ultimo rifugio, trovano vestiti chic e un libro del kamasutra. Il simulatore ha anche lasciato per loro dei cuoricini attaccati allo specchio del bagno, che indicano di seguirlo a "1500 Heart Street". 
Jarod sta facendo il gigolò a Detroit per diventare il "segretario particolare" di Cynthia Sloan, una ricca europea che vuole costruire delle moderne palazzine al posto di uno stabile malfamato dove, poco tempo prima, è morto un bambino caduto da una scala pericolante. La datrice di lavoro di Jarod, Felicia, lo obbliga anche a seguire una donna in crisi col marito, Joyce, che lo vuole pagare per soddisfare i suoi capricci; ma di fatto è solo molto sola e Jarod capisce che è solo in cerca di attenzioni. Più volte il simulatore riesce a "sfuggire" alle sue avances usando la sua parlantina ed evitando di "arrivare al dunque".
Più tardi, Jarod parla con Alice Evans sul tetto dell'edificio che sarà distrutto. La donna guida le proteste delle persone che si vedranno espropriare i loro appartamenti. Così scopre che i mattoni del palazzo hanno iniziato a sgretolarsi misteriosamente, causando il crollo che è costato la vita al bambino. Facendo degli esperimenti, Jarod intuisce che sono stati probabilmente contaminati con acido solforico, prodotto dalla ditta Sloan.
Al 1500 di Heart Street, Miss Parker e Sydney trovano un negozio di libri per adulti dove ha lavorato Jarod; il commesso spiega che lui non era affascinato dal sesso, ma dalle persone e dai rapporti di amore che le legano. Durante il suo soggiorno, Jarod aveva anche scritto un libro rosa dal nome "The Saddest Little Valentine" (La piccola innamorata triste) con lo pseudonimo Jarod Heart. La copertina ritrae un fotomontaggio di Miss Parker in lingerie. 
Joyce cerca di farsi soddisfare da Jarod, ma lui continua a svicolare. Il marito, comunque, è geloso della presenza del gigolò e arriva a sporcargli tutta la macchina di terriccio. 
Mentre Jarod fa un altro sopralluogo sul tetto del palazzo, Alice gli rivela che un uomo che si spacciava per un ispettore e che indossava un orologio d'oro e diamanti si era presentato più volte a ispezionare la stabilità del palazzo. Jarod riconosce al polso di Frank Linden, l'avido assistente di Cinthya, l'oggetto descrittogli. Capisce quindi che dev'essere stato lui, e non Cynthia, a far sì che la scala antincendio cedesse fino a causare l'incidente.
Jarod chiama Sydney per capire come mai le persone si innamorano e lo psichiatra gli spiega che chi ama cerca la completezza in un'altra persona in modo naturale. Intanto, Miss Parker legge avidamente il libro di Jarod: si tratta di un romanzo che parla di lei e di come il simulatore vede il loro rapporto: per lui, Parker sarà sempre la "piccola innamorata triste". 
Jarod invita Joyce a casa sua e passa alla tattica opposta: cerca in tutti i modi di portarla a letto per farle capire che, in realtà, ama ancora suo marito.
Jarod porta Cinthya nello stabile e la mette di fronte alla verità della sua infanzia: si ritrova nella cameretta in cui era cresciuta da bambina e ritrova un vano segreto in cui aveva nascosto un cavallo e dove aveva apposto la sua firma, "Cindy". In realtà Cinthya viveva proprio in quel palazzo, anche quando un incendio, anni prima, le aveva causato un'ustione al braccio. Una volta cresciuta, aveva cambiato nome per dimenticare il suo passato di miseria e ora vorrebbe davvero aiutare gli abitanti del palazzo, perché è convinta che lo stabile non sia sicuro. 
Jarod risolve tutti i problemi: regala due biglietti per un viaggio a Parigi al marito di Joyce, poi pensa a Frank. Lo invita sul tetto dello stabile fingendo un incontro romantico proposto da Cinthya, poi lo attira sul terrazzo dove gli lascia una bottiglia di champagne che in realtà contiene acido solforico. A quel punto il balcone si sgretola e Jarod fa confessare Frank, per poi salvarlo da un'eventuale caduta. Il giorno dopo, Jarod lascia Detroit e una malinconica Cinthya, che lo vorrebbe ancora al suo fianco; la donna ha deciso di non demolire il palazzo, bensì di cominciare un piano di ristrutturazione.
Alla fine dell'episodio si ha uno dei più bei momenti fra Jarod e Miss Parker: dopo averle fatto recapitare una scatola a casa, la chiama per chiederle se abbia letto il libro e cerca di farle capire che tutto ciò che entrambi vogliono è qualcuno da amare e che sono molto simili, rimasti soli e in cerca di questa completezza. Parker non cede e, nonostante sia visibilmente colpita dalle sue parole, gli risponde in malo modo e chiedendogli cosa vuole da lei. Jarod la esorta ad aprire la scatola che contiene solo una cosa: un cuoricino con la scritta "Be my Valentine". Miss Parker lo mangia, sola e pensierosa, così come Jarod dall'altra parte del telefono.
- Nota. In questo episodio Jarod scopre la festa di san Valentino.

## Caramelle con sorpresa
- Titolo originale: Toy Surprise
- Diretto da: Frederick King Keller
- Scritto da: Juan Carlos Coto

### Trama
È l'anniversario della morte di Catherine Parker; quando il marito chiama la figlia sembra, per la prima volta in tanti anni, in preda ai rimorsi. Propone a Miss Parker di andare insieme al cimitero quando tornerà al Centro, poi sale sull'elicottero che lo riporterà a casa. Sydney esorta la donna a condividere il dolore con il padre per cercare di liberarsene una volta per tutte, ma lei decide di andare al cimitero da sola. Mentre è in auto, però, una chiamata di Jarod la distoglie dal suo intento: le rivela che qualcuno vuole uccidere suo padre e che troverà tutte le informazioni in un file criptato chiamato "Arkham". Jarod la convince a salvare suo padre e la donna gli chiede perché lui ci tenga alla sua vita nonostante l'abbia tenuto per anni al Centro; lui risponde che se il Signor Parker muore, le loro risposte moriranno con lui. Nel frattempo Jarod si trova in Idaho e sta aiutando un ragazzo di nome Chris che ha da poco perso il suo migliore amico in un incidente d'auto.
Miss Parker chiede a Sydney se suo padre si sia mai dimostrato addolorato per la morte di Catherine; lui ricorda che subito dopo l'avvenimento l'aveva esortato a continuare a lavorare e aveva sentenziato che "la vita continua". Angelo, vedendo la tristezza di Miss Parker, va a cercare un DSA nel suo "archivio personale", che tiene nascosto nei condotti per l'aerazione.
Jarod conduce Chris a scalare un monte per cercare di distrarlo e i due trovano una jeep abbandonata. Quando Jarod riesce a metterla in moto, si rende conto che i freni non funzionano, perde il controllo del mezzo e finisce fuori strada, ribaltandosi e ferendosi a una gamba.
Intanto Broots apre il file Arkham e vi trova le parole "neutralizzazione ore 19.00", che è l'orario in cui arriverà l'elicottero del Signor Parker. Raines sopraggiunge e lei lo minaccia con un'arma, convinta che sia lui a voler uccidere il padre; subito dopo l'apertura del file si innesta un arresto totale del Centro e la conseguente partenza delle misure di sicurezza, che bloccano nella stanza i tre colleghi insieme al Signor Raines. Raines afferma di non poter essere il mandante perché, essendo bloccato con loro, rischia di morire nel momento in cui finirà l'ossigeno della sua bombola. Parker attende che il suo nuovo spazzino, Hayes, li liberi dalla stanza; ma l'uomo viene ucciso prima che possa ripristinare la corrente e aprire le porte. Poco dopo Miss Parker ha un flashback di quando era bambina e rammenta il momento in cui Jarod le ha presentato Angelo poco dopo la morte di sua madre, ed era stata lei a introdurre nella dieta del piccolo sensitivo i Cracker Jack. Tornata alla realtà, Parker apre la porta bloccata e guida Broots in una fuga per risalire ai livelli superiori. Quando due spazzini che non ha mai visto cercano di fermarli, lei li uccide.
Nel frattempo Jarod chiede a Chris di andare a cercare aiuto, ma per farlo deve arrampicarsi da solo su una parete rocciosa. Il ragazzo ha paura e si sente troppo in colpa per la morte dell'amico Nick. Spiega a Jarod che l'ha lasciato nella macchina perché era bloccato e non è riuscito a liberarlo quando è scoppiato l'incendio, mentre lui è scappato. Ma Jarod gli fa capire che se non l'avesse fatto, sarebbe morto anche lui e non può biasimarsi per questo.
Broots e Parker cercano di risalire i livelli con l'ascensore in cui è morta sua madre, ancora bloccato; mentre Broots cerca di avviarlo maneggiando i cavi elettrici, lei nota uno dei fori di proiettile ancora impresso nel muro e gli spiega che dovrebbe servire da monito affinché nessuno dimentichi. Poi lo invita ad andarsene con Debbie per darle un futuro migliore. Quando Broots sblocca l'ascensore, i due salgono di livello e incontrano Brigitte, con la quale Miss Parker lotta e sembra avere la peggio. La bionda riesce anche a spararle e la ferisce al braccio, proprio mentre lei e Broots si riparano nell'ascensore. Quando questo inizia a cadere nel vuoto, Broots aziona i freni d'emergenza e poi aiuta Parker a bendarsi. Angelo arriva in loro soccorso e così un altro flashback ricorda a Miss Parker che, anche se erano solo bambini, è stato Jarod a consolarla per la morte di Catherine quando le aveva ricordato che lui riusciva a pensare ancora alla madre e che Miss Parker avrebbe potuto sempre sentire "la sua voce dentro di sé". Angelo decifra completamente il file Arkham e si scopre che hanno installato un dispositivo sull'elicottero che lo farebbe schiantare a una certa distanza dal suolo, simulando un incidente. Poi l'empatico dona un DSA a Miss Parker in cui si vede il dialogo fra Sydney e suo padre dopo la morte di Catherine: l'uomo aveva palesato la solita indifferenza agli occhi di Sydney ma poi, rimasto solo, aveva iniziato a piangere. Ridestata da questa scoperta, Parker inizia a salire di livelli usando la scala di sicurezza e sfidando la ferita al braccio; nello stesso tempo, in Idaho, Chris scala la parete rocciosa con successo.
Arrivata sul tetto, Parker deve ridare corrente al Centro e prima di farlo chiede a Raines via radio chi sia a volere morto suo padre: lui riesce a dirle solo che sono gli stessi che hanno ucciso sua madre, poi sviene per la mancanza di ossigeno. Invitata caldamente da Sydney, la donna cede e ridà energia al Centro, dunque anche ossigeno alla bombola di Raines. In quel momento arriva l'elicottero e Miss Parker si trova a combattere ancora con Brigitte, ma questa volta ha la meglio e la stende, per poi bloccare il dispositivo poco prima che entri in funzione. Suo padre atterra e i due si abbracciano.
Jarod è felice perché Chris ha ritrovato la gioia di vivere e l'ha salvato; quando il ragazzo se ne va una volta arrivati i soccorsi, Jarod si rialza: in realtà non è mai stato ferito alla gamba e la jeep funziona benissimo.
A fine episodio, Miss Parker e suo padre sono al cimitero sulla tomba di Catherine e decidono di tornarci insieme ogni anno, d'ora in poi. Quando lui se ne va, lei riceve una chiamata dal solito Jarod e, per una volta, lo ringrazia di averla avvisata e gli confessa che sua madre le manca. Jarod le conferma che anche lei deve mancare a sua madre, e lei gli domanda come possa esserne sicuro. Lui la invita a leggere il biglietto lasciato nei fiori che si trovano sulla tomba. È un suo messaggio che cita le sue parole pronunciate da bambino: La sua voce è dentro di te. Mentre Parker stringe il biglietto, scopriamo che anche Jarod si trova al cimitero con lei, ben nascosto dalla sua vista, ma pronto a starle vicino in un momento così difficile.

## Artista in incognito
- Titolo originale: A Stand Up Guy
- Diretto da: Michael Lange
- Scritto da: Tony Blake, Paul Jackson

### Trama
Miss Parker è furiosa perché come sempre non ci sono segni di Jarod; il fuggitivo, che sembra leggerle nel pensiero, la chiama e le chiede come mai il signor Lyle, da poco senza un pollice, lo stia inseguendo. Parker ovviamente non lo sa e chiede a Broots di cercare Lyle. Jarod si trova in un gruppo di gangster che stampano soldi finti con matrici false. Come test di prova per permettergli di lavorare per lui, il capo del gruppo (Joey Melino) lo obbliga a sparare alle spalle all'uomo che ha procurato le matrici. Joey ha la sede operativa in un bar gestito da Faye, una donna solare che fa amicizia con Jarod; fra i suoi scagnozzi c'è Bobby "Due Pistole", un ragazzo che ama bere. Jarod è stato ingaggiato per la sua fama di stampatore di denaro falso, ma Joey si è procurato in qualche modo la fedina penale di Jarod e ha scoperto che è un latitante fuggito di prigione e gli chiede di non mentirgli più. Il genio si trova a New York perché due federali si erano infiltrati nell'organizzazione di Joey e uno di loro è stato ucciso mentre l'altro, Dean Clark, è stato accusato del suo omicidio, ma è stato evidentemente incastrato da Melino.
Nel frattempo il signor Parker trova un video che mostra Lyle mentre uccide molti impiegati di un edificio Satellite del Centro ad Hartford, ed effettivamente al criminale manca un pollice. Da questo Parker capisce che è stata sicuramente la yakuza. Il padre la incarica di occuparsi della faccenda personalmente. Quando vanno al Centro Satellite 14, nel caos lasciato da Lyle, Miss Parker trova un chip che proviene da una scatola blu del Centro e chiede a Broots di codificarlo.
Jarod va a trovare Clark in prigione e lui afferma di essersi ubriacato la sera dell'omicidio e che non avrebbe mai potuto uccidere il collega; i due stavano cercando di capire chi era la talpa che forniva informazioni a Joey, e probabilmente l'uomo ci era riuscito prima che lo uccidessero. Poi, per incastrare Clark, avevano messo un sacchetto della lavanderia di cui lui era cliente intorno alla testa del morto per fare sembrare che l'avesse soffocato.
Faye spiega a Jarod che dopo la morte del marito s'è messa con Joey sperando di mandare avanti il ristorante, ma di fatto il locale è ormai in crisi e ogni soldo che guadagna finisce nelle tasche del gangster.
Jarod propone a Joey di entrare in un deposito segnalatogli da un informatore e rubare della carta filigranata per stampare soldi falsi perfetti; Joey, intanto, gli confessa di avere ucciso l'agente dell'F.B.I. chiudendolo nella cella frigorifera del ristorante e di avere incastrato l'altro facendolo sembrare un soffocamento e mettendo sul cadavere la busta della lavanderia.
Durante il colpo al deposito, Jarod e Bobby vengono arrestati dai federali ed è in questo momento che scopriamo che il vero lavoro del momento di Jarod è quello di un agente federale che si è infiltrato nella malavita di Melino. L'uomo ucciso in presenza di Joey è ancora vivo e vegeto ed è un suo collega. Durante l'interrogatorio si presenta anche il procuratore distrettuale Sean Flanagan, con il quale Jarod e Bobby fanno i duri. I due vengono liberati per un vizio di forma, poi Jarod dice a Joey di avere ucciso il suo informatore e gli fa vedere la "lingua" che gli avrebbe tagliato dopo averlo tradito. 
Il signor Parker chiede alla figlia di occuparsi di Lyle e ucciderlo, ma lei non vorrebbe farlo dato che non è un'assassina. Il padre la obbliga, affermando che solo così possono proteggersi. Parker parla con Sydney e finge che non le importi niente di dover uccidere Lyle, ma in realtà è turbata; poi parte e lo va a cercare nell'albergo di Providence dove è stato visto alloggiare.
Faye, intanto, rivela a Jarod che non sapeva niente dell'omicidio del federale e che quella sera ha visto Clark ubriaco fradicio, non in grado di commettere un assassinio. Quando Jarod intuisce che Joey deve avere un informatore nell'F.B.I. perché conosce i movimenti delle autorità in anticipo, Jarod regala a Bobby un gin contaminato con del lassativo, così Joey è costretto a mandare lui all'incontro con la talpa. Jarod scopre che si tratta proprio di Flanagan, che è anche l'uomo che ha anche ottenuto la sua fedina penale e l'ha passata a Joey.
Jarod trova anche il tempo di fare visita al padre di Clark, Eugene, che ama giocare a scacchi nel parco; l'uomo è deluso e sicuro che il figlio sia colpevole, così Jarod cerca di convincerlo che in realtà è un ragazzo onesto.
Miss Parker arriva all'hotel ma non trova Lyle e, anzi, riceve una sua telefonata di scherno. Quando richiama il numero di provenienza, scopre che la telefonata veniva da Hillman Marine, e Broots le spiega che è il posto in cui ha sede la banca dati del Centro. Broots intuisce che Lyle vuole decodificare i dati del chip che ha rubato. Miss Parker intercetta Lyle al molo della cittadina e si fa ridare il chip; non vorrebbe sparargli, nonostante l'ordine ricevuto. Lyle percepisce la sua titubanza e le fa capire che loro due sono uguali: entrambi credono che al mondo ci siano i deboli e i superiori che cercano il potere. Poi si gira e fa per andarsene, tira fuori una pistola e cerca di sparare a Miss Parker, che quindi è costretta a colpirlo a sua volta per difendersi. L'uomo cade in mare, colpito al petto.
A New York, intanto, Joey afferma che stamperanno i soldi falsi con le matrici e poi bruceranno il locale, uccidendo anche Faye. Allora Jarod agisce: la donna chiama Flanagan e gli svela che Joey vuole ucciderlo, poi fa lo stesso con Joey e dà a entrambi appuntamento al bar. Jarod chiude Joey e Bobby nella cella frigorifera e poi ci fa finire dentro anche Flanagan: i tre confessano l'omicidio del federale e si accusano a vicenda, Jarod li lascia dentro fingendo di volerli lasciare congelare.
Miss Parker e Sydney esaminano il cadavere di Lyle che è stato martoriato dalle eliche di una barca; nonostante ciò è chiaro che si tratta di lui perché gli manca un pollice. Broots le rivela che il chip conteneva dei codici genetici. Non sa ancora cosa fossero, ma pensa che possano riguardare Jarod. Il padre è felice del modo in cui ha gestito la situazione, ma Miss Parker pare evidentemente sconvolta dal suo atteggiamento e dal continuo non volerle dire la verità su ciò che succede al Centro. Jarod dà a Faye un po' di soldi per rifarsi una vita e a fine episodio anche i Clark fanno pace e tornano a giocare a scacchi come padre e figlio.

## Amnesia
- Titolo originale: Amnesia
- Diretto da: Steven Long Mitchell
- Scritto da: Steven Long Mitchell, Craig W. Van Sickle

### Trama
Broots viene sorpreso durante il sonno e portato in una cella del Centro in cui si trovano già Sydney e Miss Parker. Nel frattempo, Jarod incontra un camionista, Sharpton, che tutte le sere incassa soldi in un losco giro di droga. Jarod lo incolpa per avere ucciso una bambina e non essersi fermato ad aiutarla e vorrebbe punirlo come suo solito, ma il socio di Sharpton lo stende con un colpo alla testa. Quando Jarod si risveglia si trova nel covo di Argyle, un delinquente di bassa lega un po' eccentrico. Il colpo alla testa gli ha causato un'amnesia e ora Jarod non ricorda più la sua identità.
Broots, Miss Parker e Sydney devono essere sottoposti a una Commissione T il cui scopo è impaurirli per scoprire chi di loro aiuti Jarod a sfuggire sempre al Centro. Non capiscono chi sia il vero artefice della cosa, anche se i loro rapitori sembrano essere Brigitte e Raines.
Intanto Jarod ha la febbre e continui flashback su tutte le professioni che ha svolto da quando è scappato dal Centro; Argyle scopre i suoi vari tesserini identificativi falsificati e capisce che Jarod adotta multiple identità.
Broots viene interrogato e dimostra la sua simpatia per il cervello brillante di Jarod. Quando gli chiedono se lo veda il suo eroe, lui risponde che gli si legge negli occhi che è intelligente. Brigitte gli domanda se ha mai visto in faccia Jarod, allora lui ripensa all'incontro avuto qualche tempo prima e alla sua richiesta d'aiuto per liberare Emma Barrett. Come sempre, non sembra essere a suo agio quando gli sono poste tante domande.
Nel frattempo Argyle cerca di tenere in vita Jarod perché capisce che potrebbe fruttargli dei soldi; Jarod, invece, ha una visione di sua madre nel delirio della febbre. Argyle spia fra le sue cose e guarda i DSA del Centro, rendendosi conto che Jarod è un genio e che il Centro lo sta cercando. Fra i vari filmini, Argyle trova quello in cui Jarod donava a Sydney il biglietto per la festa del papà, così chiede al simulatore se Sydney sia suo padre. Argyle sta iniziando a pensare di venderlo ai suoi inseguitori.
Intanto Sydney viene interrogato, con Angelo che spia il tutto dalle condutture dell'aria. Tralasciando l'affetto che prova per lui, Sydney afferma di avere un interesse esclusivamente scientifico per Jarod, cosa che gli consente di escludere il senso di colpa per averlo tolto alla sua famiglia. Secondo lo psichiatra bisogna avere pazienza con lui, si accorgerà da solo che il suo potenziale può essere espresso solo al Centro.
Nonostante ciò anche lui ripensa ai momenti in cui si è sentito vicino a quello che di fatto per lui è un po' come un figlio.
Jarod ha una crisi d'identità e continua a guardarsi in uno specchio frammentato che sottolinea la sua amnesia; poi vede nuovamente sua madre e inizia, lentamente, a ricordare chi è. Argyle, convinto delle sue intenzioni, usa il cellulare di Jarod per chiamare quello di Sydney, che si trova ora nelle mani di Brigitte. La donna risponde e i due si accordano per la consegna del genio. Jarod, ormai consapevole della sua identità, si sente "prigioniero" di Argyle, che non vorrebbe fargli del male, ma vuole solo cogliere l'opportunità per fare soldi. Jarod, allora, lo mette in guardia sugli uomini del Centro e lo avvisa che se si fida di loro lo uccideranno. 
È il turno di Miss Parker, cui viene chiesto come mai stia cercando Jarod. Lei afferma che si tratta solo di lavoro, ma intanto ricorda l'omicidio di sua madre e tutte le "verità" di cui Jarod è a conoscenza e che le sta svelando poco alla volta. Di fatto i due si stanno aiutando a vicenda per scoprire segreti del loro passato. Inoltre Miss Parker nega di essere coinvolta sentimentalmente con Jarod, ma ricorda il giorno di San Valentino e la loro telefonata, nonché il loro primo bacio da bambini, lasciando notare il suo disagio nel parlare del simulatore.
Argyle chiama nuovamente Brigitte e stabilisce il prezzo di Jarod: 10.000 dollari. Lui, intanto, cerca di liberarsi dalle manette con cui Argyle l'ha legato al letto, ma l'uomo lo ferma e dà a Brigitte l'indirizzo per lo scambio. Miss Parker chiede di andare con lei ma, ovviamente, non le è concesso.
Il Signor Parker fa visita ai tre colleghi in cella e promette alla figlia di liberarla al più presto, ma quando se ne va Syd e Parker si rendono conto che in realtà è sempre stato presente: le strane scarpe bianche che i due hanno intravisto ai piedi di un uomo in penombra per tutta la durata degli interrogatori, erano proprio le sue.
Argyle e Brigitte si incontrano, ma la donna non rispetta i patti e lo fa chiudere dagli spazzini nel baule dell'auto, per ordinare di ucciderlo non appena avranno trovato Jarod. Il prigioniero, intanto, cerca di liberarsi dalle manette con una penna e, quando sopraggiunge Brigitte, fine di essere ancora addormentato. La donna, affascinata da lui, lo sveglia puntandogli un'arma addosso, ma Jarod le rovescia in faccia un tubo del riscaldamento che emana vapore bollente, stendendola. Dopo averla legata al letto, si libera anche dei due spazzini e poi aiuta anche Argyle, decidendo però di portargli via i $ 10.000 che donerà al canile. Poi chiama Raines e lo prende in giro, facendogli capire che è scappato ancora una volta e invitandolo a venire a riprendersi la sua "bionda".
Broots, Parker e Sydney vengono liberati e la donna ha un confronto col padre, a cui fa intendere che sa che è stato lui a orchestrare la Commissione T; lui spiega che si è alleato con Brigitte solo per salvare la figlia, che tuttavia rimane molto confusa e continua a pensare a quando Jarod le ha chiesto come potesse fidarsi ancora del padre dopo tutto ciò che ha fatto.
Gli interrogatori non sono serviti a nulla: anche se i tre non stanno aiutando Jarod dal Centro, c'è qualcun altro che lo fa. In realtà sappiamo che il suo "aiutante segreto" è Angelo, che trama contro Raines nei momenti in cui il dottore lo mette alla ricerca di Jarod.
A fine episodio si torna all'inizio: Jarod incontra nuovamente Sharpton, ma questa volta ha già sistemato il suo socio. Spiega all'uomo che nonostante sia uno che assume molte identità, ora vuole fare il camionista: così lega Sharpton al suo stesso mezzo e lo terrorizza guidando per la città ad alta velocità.

## Pallottole speciali
- Titolo originale: Bulletproof
- Diretto da: Frederick King Keller
- Scritto da: Mark M. Dodson

### Trama
Miss Parker va in Texas con Broots e Syd, dove Jarod ha lasciato una busta per il suo mentore; Syd la legge pensieroso senza farla vedere alla donna. Jarod, intanto, è nella squadra S.W.A.T. T-14 della polizia di Cincinnati (Ohio); sta indagando sull'agente Dan Lange, morto per salvare la vita a un collega durante una sparatoria.
Syd armeggia con un orologio d'oro con una scritta: “Je t'aime Michelle”; poi dà a Broots il nome della donna per trovarla. Miss Parker vuole sapere cosa stia cercando Sydney e incarica Broots di assecondarlo per poi rivelarle ogni cosa.
Jarod parla col collega Mooney, salvato da Dan durante la rapina: capisce che soffre di stress post traumatico dopo la morte di Dan, forse per senso di colpa. Il ragazzo gli racconta la dinamica della sparatoria e scopre che il killer ha usato delle pallottole speciali fatte apposta per perforare i giubbotti antiproiettile dei poliziotti.
Broots trova una donna che corrisponde al nome di Michelle Lucca Stamatis, che ora ha preso il cognome da sposata. Miss Parker lo invita a indagare più a fondo per capire cosa c'entri con Sydney.
Jarod ascolta la registrazione degli ultimi attimi di vita di Dan e intuisce che era innamorato della collega Liz Brantley, in comunicazione audio con lui durante la missione. Liz vuole cercare di fare sparire le pallottole corazzate dalle mani dei criminali per portare avanti il progetto di Lange ed è anche molto affezionata ai suoi figli, al punto che vorrebbe occuparsi di loro, dato che ormai sono orfani. Indagando sui proiettili, Jarod scopre che li contrabbanda un certo Petrovka, esponente della mafia russa. Per sapere se Dan aveva avuto problemi prima dell'incidente, Jarod va a parlare anche con i figli, i quali gli raccontano che il padre aveva litigato con degli uomini alcune sere prima di morire.
Broots scopre che Michelle era una collega di Sydney al Centro e Miss Parker vuole sapere tutto del suo lavoro e soprattutto capire perché se n'è andata. Così chiede a Broots di aiutarla a trovare il biglietto che Jarod ha lasciato a Sydney. Quando i due lo trovano, scoprono che si tratta di un certificato di nascita del figlio di Michelle, sul quale non compare il padre. Il ragazzo si chiama Nicholas, e probabilmente è figlio di Sydney.
Jarod visiona i video dei rapporti dei colleghi di Lange e scopre delle incongruenze nelle dichiarazioni fatte. Durante la sparatoria, Mooney e Lange avevano delle 9 mm, ma Stephens e Cooke avevano armi diverse e i fori di proiettile nel luogo della sparatoria non corrispondono. Jarod inizia a credere che non ci sia mai stato un cecchino solitario, ma che siano stati i colleghi a uccidere Lange.
Quando investiga, Jarod trova dei nastri registrati da Lange nascosti nella macchina dei suoi colleghi: le registrazioni indicano che li stava seguendo per stanare i loro traffici col russo Petrovka. Poi spiega a Liz che Stephens, Cooke e Mooney erano pagati dal russo per collaborare con la mafia, così hanno ucciso Dan quando ha scoperto la verità.
Sydney va a trovare Michelle ad Albany (New York), che gli racconta cosa è successo dopo che ha scoperto di essere incinta. Un uomo del Centro l'ha costretta ad andarsene per allontanarla da Sydney, minacciandola che altrimenti avrebbero ucciso entrambi. La donna non vuole dire la verità al figlio Nicholas, perché non vuole rovinargli la vita, visto che l'uomo che ha sposato l'ha cresciuto come suo figlio. 
Jarod organizza una missione finta e riporta i colleghi sulla pista di pattinaggio dove è morto Lange, poi li obbliga a confessare mentre Liz è in ascolto.
Syd vorrebbe andarsene dal Centro, che ha rubato la vita di tutti loro; Miss Parker gli rivela che sapeva del certificato e lo esorta a restare per scoprire chi ha rovinato la sua vita. La donna è visibilmente sollevata quando Sydney decide di rimanere. 
I bambini di Lange vanno a vivere con i nonni e Jarod aiuta Liz a trasferirsi vicino a loro per poter mantenere i contatti.
A fine episodio, Sydney va a trovare Nicholas alla scuola dove fa l'insegnante, e scambia due parole con lui, senza però dirgli la verità. Poi lo chiama Jarod e gli spiega quello che ha imparato: il sangue non crea i legami famigliari, è l'amore a farlo.
- Nota. In questo episodio Jarod scopre i Chia Pets.

## Silenzio
- Titolo originale: Silence
- Diretto da: Joe Napolitano
- Scritto da: Denise Dobbs

### Trama
Miss Parker è in Kentucky con Broots e Sydney nell'ennesimo posto in cui ha lavorato Jarod, ossia un luogo pieno di giostre e padiglioni da Luna Park. Lì ha fabbricato una "Casa degli specchi" e ha lasciato un volto creato con frammenti di specchi. Jarod invece è in Texas e fa parte della DEA, per conto della quale sta proteggendo un bambino, Nicky Parks, che ha assistito a un omicidio e ora ne è rimasto sconvolto al punto di non parlare più. Il compito di Jarod, che impersona uno psicologo, è quello di far parlare Nicky e convincerlo a rivelare quello che ha visto la notte dell'omicidio dell'agente Cruz, accusato di aver collaborato con uno spacciatore di nome Vasquez. La madre di Nicky, Carla, racconta a Jarod che loro si trovavano in lavanderia: Nicky, uscito per cercare il suo gatto, Charlie, si è trovato ad assistere alla morte dell'agente e poi è rimasto per ore sotto il suo cadavere. I colleghi di Jarod nella task force per proteggerli sono gli agenti Stess e Bingham.
Intanto al Centro, quando Angelo viene trasferito, Raines accusa Miss Parker di averlo fatto spostare e le rivela che dalla Torre che lo stanno controllando, ma lei non ne sa nulla. Quando il dottore raggiunge la sua auto nel parcheggio fuori dal Centro, trova il suo "spazzino" di fiducia Willie steso a terra e poi viene aggredito da un pazzo che lo ferisce con un rasoio. Miss Parker accorre e fa scappare l'uomo, sebbene non sia molto felice di aver salvato la vita di Raines.
Intanto Jarod è con Nicky e Carla in una seconda casa di protezione e si ritrovano vittime di una sparatoria per la seconda volta; Carla rimane leggermente ferita e Jarod si chiede chi sia a spifferare a Vasquez i luoghi in cui si stanno nascondendo. Jarod continua a familiarizzare con Nicky e lo porta in una terza casa, piena di passaggi segreti e adatta alla protezione del bambino e della madre. Anche grazie al suo lato infantile, Jarod inizia a conquistare la fiducia del bambino.
Sydney cura Raines e rivela a Miss Parker che, sotto anestesia, continuava a fare il nome di "Einnad"; i tre si chiedono chi fosse, magari il suo ennesimo esperimento fallito.
Un collega di Jarod, l'agente Stess tratta male Nicky per farlo parlare in fretta, Jarod allora gli dà un pugno e inizia a sospettare di lui; più tardi aiuta il bambino ad aggiustare un piccolo pupazzetto con la testa spezzata. Quando Carla raggiunge di nuovo il gruppo dopo essere stata in ospedale, il bambino parla e la saluta. Jarod investiga su Stess e scopre che suo fratello è morto per overdose ed era nel giro di Vasquez; comprendendo la sua voglia di trovare l'assassino del collega, lo invita ad aiutarlo a capire chi sia il traditore nella polizia.
Nel frattempo Miss Parker segue Willie in un magazzino e lo vede tentare di dargli fuoco; insieme a Broots e Syd spengono l'incendio prima che si propaghi e scoprono che è un luogo pieno di scritte fatte da "Einnad". Sydney capisce che il nome è "Dannie" scritto al contrario.
Jarod intanto scopre che da un conto di Vasquez che stava controllando Cruz sono spariti 500.000 dollari usati per pagare qualcuno, la stessa cifra che sarebbe costato il carico di droga sparito dai magazzini della DEA. Quando Nicky vede una foto di Vasquez, Jarod nota che non è spaventato per niente, così capisce che non deve essere lui l'assassino. Più tardi riesce a far parlare Nicky usando i suoi pupazzetti: il bambino racconta che nel vicolo in cui cercava il gatto c'erano due uomini che si scambiavano delle valigette e uno di loro aveva dei gratta e vinci (proprio come il collaboratore di Jarod, l'agente Roger Bingham) poi è arrivato un terzo uomo ed è stato proprio Bingham a sparargli, non Vasquez. Quando il poliziotto ha trovato il bambino, l'ha minacciato dicendogli che avrebbe ucciso la madre se avesse parlato e gli ha spezzato il pupazzetto per spaventarlo.
Broots scopre che Dannie era una cavia di Raines che ha subito dei trattamenti con droghe per poi impazzire e iniziare ad avere personalità multiple. Quando i tre tornano al magazzino trovano Dannie che prima aggredisce Miss Parker col rasoio e poi, in un momento di lucidità, le chiede di fermarlo.
Jarod e Stess, intanto, seguono Bingham e lo scoprono a parlare con Vasquez e a chiedergli di uccidere il bambino, poi gli dà l'indirizzo. In cambio gli darà un altro carico di droga.
Jarod fa in modo che Bingham lo creda morto insieme a Carla e Nicky: fa saltare in aria un furgone e poi nasconde i suoi protetti. Più tardi segue Bingham nel vicolo dove è morto Cruz e lo convince a confessare, facendogli credere che altrimenti morirà.
Raines minaccia Miss Parker quando scopre che alla Torre hanno scoperto ancora qualcosa sulle sue attività "illegali"; Sydney dice alla donna che Dannie è in un ospedale dove sarà curato anche da lui. Lei gli rivela che quando l'uomo le ha chiesto di fermarlo, ha capito che aveva una speranza se il Centro non l'avesse rovinato di nuovo. Syd le fa capire che in lui ha visto un po' se stessa.
Jarod riporta Charlie da Nicky, ormai guarito e felice con la mamma; poi chiama Sydney e gli chiede se un giorno si sentirà completo; il dottore gli risponde che lo spera.
- Nota. In questo episodio Jarod scopre il Cioccolatte e le action figure Playmobil.

## L'incidente
- Titolo originale: Crash
- Diretto da: Scott Lautanen
- Scritto da: Tony Blake, Paul Jackson e Ivan Tell

### Trama
Jarod è all'aeroporto e cede il suo posto a Daniel Falk, uno studente che non vuole rischiare di perdere l'iscrizione all'università. Purtroppo il volo che prende il giovane precipita e lui è una delle undici vittime.
Intanto ha mandato tre armadietti scolastici a Miss Parker, Syd e Broots: dentro ci sono dei tesserini per imbucarsi a una rimpatriata scolastica fingendo di essere persone presenti nell'annuario . Miss Parker e Broots si fingeranno una coppia di missionari sposati, mentre Syd sarà un professore. Il fatto che Parker e Broots debbano comportarsi da coppia crea divertenti scenette sull'argomento. 
Jarod, sconvolto per aver causato la morte di Daniel, si infiltra nel gruppo di investigatori dell'NTSB di San Diego, che ha il compito di stabilire le cause del disastro. Il pilota Angela Wiley ha perso in parte la memoria e non ricorda niente dell'incidente. Le indagini fanno escludere i guasti meccanici, così si inizia a pensare a un errore umano. Il voice recorder non funzionava durante il volo, così la scatola nera risulta inutile. L'unica cosa che scopre la squadra di Jarod è che gli equilibratori erano a 0 gradi invece che 20. L'altro pilota, Brandon Larson, incolpa Angela, dicendo che non si è accorta di questa differente gradazione.
Jarod manda un altro annuario ai tre inseguitori che si trovano alla rimpatriata nel Nebraska: vuole fare sì che scoprano qualcosa su una delle persone definite come timide e che non erano nella foto di classe di fine anno. Di strano si sa soltanto che due degli elencati sono morti. Alla riunione per la cerimonia, Miss Parker e gli altri scoprono che uno di questi due studenti non è altri che il signor Lyle, che all'epoca si chiamava ancora Bobby Bowman.
Dopo varie analisi, Jarod nota che il voice recorder non era guasto, ma è stato disattivato di proposito smagnetizzando la testina. Inoltre scopre che il capo delle indagini, Clark Thomas, ha falsificato gli esami del sangue di Larson, in combutta col padre del pilota, Don, proprietario della compagnia aerea dell'incidente. Sconvolto dal ricordo di Daniel, Jarod chiama Sydney chiedendogli quanto durerà il dolore e confessandogli il suo senso di colpa per aver ceduto il posto a un ragazzo che aveva un futuro davanti a sé. Sydney lo consola facendogli capire che non possiamo prevedere il futuro né controllare tutti gli eventi che capitano nella vita.
Broots scopre che il signor Lyle ha simulato il proprio omicidio e ha incastrato il padre quando era all'ultimo anno di scuola; di fatto ha finto la sua morte sostituendo il suo corpo con quello di un'altra persona. Miss Parker, allora, va a trovare la madre di "Bobby" con Syd, scoprendo che è una vecchia matta. La donna spiega che dopo averlo adottato, a un certo punto della sua infanzia, aveva iniziato a subire angherie dal padre, che lo chiudeva in una baracca perché si comportava male. Più avanti Bobby ha ucciso un suo amico, sparito all'improvviso, e poi ha riutilizzato il cadavere quando ha dovuto fingere la propria morte. Suo padre si chiamava Lyle e voleva che il figlio adottivo lo chiamasse “signore”. Ecco da dove nasceva il nome che si era scelto in età adulta al Centro.
Jarod va a trovare Angela e scopre che vorrebbe uccidersi, così la convince a non farlo e a difendersi dalle accuse. Più tardi va dal padre di Larson e gli rivela che ha sentito dire che il figlio si drogava. Poi Larson chiama Thomas e gli chiede di provvedere a insabbiare le indagini. Nel frattempo, Jarod cerca di ricostruire i dati della scatola nera smagnetizzata. Quando ci riesce, fa visita al convalescente Larson e gli fa sentire la registrazione sistemata, convincendolo a confessare che è stato lui a causare l'incidente e non Angela.
Parker e Sydney vanno a trovare anche il padre di Lyle, finito nel penitenziario di Topeka con l'accusa di avere ucciso il figlio; lì scoprono che qualcuno andava a trovare “Bobby” durante l'infanzia fingendosi un consulente dell'agenzia di adozioni. Il prigioniero ha lucchetti di carta appesi alla parete: regali di un mittente misterioso che gliene mandava uno al mese, fino a quello precedente. Parker intuisce che è proprio da quando Lyle è morto.
Jarod porta Don Larson e Clark Thomas su un aereo fingendo di aver trovato altre prove da mostrargli; poi si lancia con un paracadute e li lascia sull'aereo manomesso fingendo che si debbano schiantare. Li obbliga così a confessare per salvarsi la vita.
Sydney capisce che Lyle potrebbe aver simulato di nuovo la sua morte, ma Parker non vuole crederci. Il Centro ha i documenti dell'assunzione di Lyle come Bobby Bowman e Parker vorrebbe fare l'analisi del DNA sui suoi resti, ma il corpo è stato cremato. Intanto, in prigione, il padre di Lyle riceve il lucchetto che gli mancava.
Jarod va a trovare i genitori di Daniel e racconta loro di aver ceduto il posto al figlio, trovando la loro comprensione e un po' di pace al suo dolore.

## Il bambino rapito
- Titolo originale: Stolen
- Diretto da: Scott Lautanen
- Scritto da: Juan Carlos Coto e Ivan Tell

### Trama
Jarod è in California e ha appena finito di assicurare un uomo alla giustizia e sta per andarsene dall'ospedale dove fingeva di essere un dottore, quando arriva un uomo che è stato investito e che continua a chiedere di salvare suo figlio. Preoccupato, Jarod gli fruga fra le tasche e scopre un biglietto di un rapitore che invita il padre a rispondere a una cabina telefonica se vuole rivedere suo figlio vivo. Jarod corre all'appuntamento e impersona George Harper, sentendosi chiedere dal rapitore due milioni di dollari come riscatto. Appena terminata la chiamata, Jarod inizia ad avere dei flashback del suo rapimento avvenuto anni prima; usando le chiavi dell'auto di Harper, Jarod indaga ulteriormente e scopre che è un miliardario e che suo figlio Patrick è dislessico. Il capo della sicurezza di Harper, Manny Alomar, segue Jarod e lo minaccia con una pistola. Più tardi, resosi conto che lui è il dottore di George, va con lui a trovarlo in ospedale. Manny spiega a Jarod che Patrick è stato rapito all'uscita da scuola, così il simulatore va subito a fare una visita: lì viene accolto dalla direttrice e da Martin Benton, responsabile della sicurezza degli studenti. Jarod si immedesima a tal punto che continua a rivivere gli attimi del suo rapimento, così chiama Sydney e gli confessa di ricordare il terrore provato quando, nel cuore della notte, gli uomini del Centro l'avevano prelevato dal suo letto.
Sydney non sa che Broots ha registrato questa telefonata su ordine di Raines, che accusa lo psicologo di essere troppo coinvolto con Jarod; quando lo psichiatra commenta che grazie alle sue telefonate col simulatore lo stanno tenendo ancora attaccato al Centro, Miss Parker prende incredibilmente le parti di Raines. Più tardi gli spiega che secondo lei si fa manipolare troppo da Jarod ed è troppo coinvolto. Fra i due si crea un po' di attrito quando Sydney le fa notare che anche per lei è la stessa cosa, ma Miss Parker nega di essere ancora interessata ai giochi mentali del simulatore. Quando Broots scopre dove Jarod ha fatto arrestare il dottore, Miss Parker manda Sam in avanscoperta e il gruppo si mette in viaggio per andare a cercarlo, questa volta sotto il controllo di Willie, lo spazzino di Raines.
Jarod scopre un batuffolo colorato come quelli che usa Patrick lasciato per terra vicino all'edicola di fronte alla scuola, dove il bambino è solito comprare i suoi fumetti. Resosi conto che è stato rapito fuori dal negozio, controlla i filmati della sorveglianza con Manny. Lì vedono le immagini del rapimento, con un uomo in passamontagna che scende da un furgone grigio senza targa. Manny parla con un suo socio che gli rivela che il dottore che Jarod sta impersonando in realtà e morto da anni, così lo minaccia nuovamente e non sembra più fidarsi di lui. Come sempre, Jarod riesce a convincerlo che vuole solo aiutare Patrick e rimanda le spiegazioni.
Lo spazzino Sam intravede Jarod e chiama subito Miss Parker per dirle che l'ha trovato; nel frattempo, Jarod torna alla cabina telefonica per comunicare col rapitore e consegnargli i soldi. Il criminale, vedendo una marea di uomini che attorniano Jarod, crede si tratti di poliziotti: in realtà sono spazzini del Centro che vogliono catturarlo. Stabilito col rapitore che per rivedere Patrick dovrà sborsare altri 2 milioni, Jarod fugge e viene aiutato da Manny, che lo porta via appena in tempo con un'auto mentre gli spazzini, Miss Parker e Sydney lo inseguono a piedi.
Tornati all'ospedale a fare visita ad Harper, Jarod intuisce che il rapitore aveva qualcuno all'interno della scuola che deve averlo aiutato; Miss Parker, Sydney e Broots raggiungono l'ospedale e Jarod riesce a nascondersi per il rotto della cuffia, ma la donna è convinta che lui sia ancora in città.
Dopo alcune ricerche, Jarod scopre che Martin Benton ha collaborato col rapitore, facendo spostare il pullmino della scuola all'altra uscita e facendo in modo che Patrick rimanesse solo per essere rapito più facilmente. Allora Jarod minaccia Benton e lo obbliga a confessare dove si trovi il bambino. Quando raggiunge Manny in ufficio, però, lo trova ammanettato: il Centro l'ha trovato e Miss Parker lo fa scortare via da Sam, ignorando le sue suppliche in merito alla salvezza di Patrick. Jarod allora cerca di fare leva sul senso di colpa di Sydney, chiedendogli come faccia ad affrontare il suo passato e ciò che è stato fatto a lui. A interrompere la discussione arriva Willie, lo spazzino di Raines: lui e Sam iniziano a litigare per chi dovrà portare indietro Jarod e il simulatore prende al volo l'occasione per liberarsi e fuggire. Miss Parker gli punta addosso la pistola, ma Sydney la convince a non sparargli. Jarod si getta dalla finestra e atterra sulla macchina dove uno spaventatissimo Broots lo vede scappare sotto i suoi occhi.
Quando raggiunge il magazzino dove si trova il rapitore, Jarod ingaggia una lotta furibonda con lui, arrivando quasi a soffocarlo; si trattiene solo quando ripensa a sua madre e a quanto era orgogliosa di lui prima che lo rapissero.
Sydney difende Miss Parker davanti a Raines, dando la colpa dell'accaduto a Willie. La donna è contenta che entrambi si siano messi contro il loro rivale, ma è comunque contrariata per quanto è successo e si chiede se Sydney non voglia che Jarod rimanga libero. Lui le spiega che anche lui vuole che Jarod torni al Centro, ma non lo vuole morto.
Patrick torna da suo padre e George conferma a Jarod che, un giorno, anche lui sarà un ottimo padre.

## La notte degli zombi
- Titolo originale: Red Rock Jarod
- Diretto da: Frederick King Keller
- Scritto da: Tommy Thompson e Curt Johnson

### Trama
Miss Parker ha ancora incubi sull'assassinio di Lyle; Jarod, intanto, riceve una mail da Sydney che lo invita a incontrarlo a Dry River in Arizona perché ha delle nuove informazioni sul suo passato. Una volta lì, il simulatore viene preso in custodia dal vice-sceriffo Marilyn Miller, che tuttavia non gli spiega il motivo del suo arresto. Miss Parker, invece, si trova sul luogo di un avvistamento del fuggiasco dopo che il Centro ha ricevuto una segnalazione anonima. Lì trova una busta lasciata per lei e che contiene la carta d'identità di sua madre Catherine, sulla quale la data di scadenza è stata modificata con la data della sua morte. Trovando la cosa di cattivo gusto, si chiede come mai l'umorismo di Jarod si sia fatto più macabro. Nel frattempo qualcuno continua a fotografarla da lontano.
Il figlio della Miller, J.R., è un ragazzo che ha problemi al cuore a causa del diabete e rischia di morire se non gli sarà fatto al più presto un trapianto; quando il ragazzo ha una crisi, Jarod lo salva dandogli una caramella e poi viene scortato nuovamente in prigione da Marilyn. La donna spiega a Jarod che il gruppo sanguigno di J.R. è il più raro di tutti, l'AB RH Negativo (lo stesso di Jarod).
Sydney riceve una mail di risposta da Jarod che conferma l'appuntamento a Dry River, ma spiega a Miss Parker di non avergli mandato lui l'invito; la donna parte per l'Arizona da sola.
Lo Sceriffo Delmont, intanto, raggiunge Jarod in prigione e, dopo una breve discussione con Marilyn, accompagna il prigioniero in un magazzino abbandonato, poi lo fa entrare in una roulotte. Jarod nota che ci sono tracce di sangue e di medicazioni e scopre chi è il ferito, ossia il signor Lyle.
Sydney usa le facoltà di Angelo per scoprire chi ha attirato Jarod in Arizona e quindi ha dato la falsa pista al Centro; toccando una bottiglia di plastica, Angelo si immedesima con un uomo senza un pollice, incapace di afferrarla. Così Syd capisce che si tratta di Lyle e avvisa Miss Parker, confermandole che secondo lui è ancora vivo. La donna, nel frattempo, è sempre seguita da un uomo che la fotografa e ha una cicatrice alla mano.
Lyle lega ammanetta Jarod a un palo e gli fa delle foto, poi gli racconta di aver rapito la moglie incinta dello sceriffo e di averla sepolta nel deserto per assicurarsi la sua collaborazione. Miss Parker, intanto, raggiunge la prigione e parla con lo sceriffo e Marilyn, facendo anche conoscenza di J.R.; i due mentono sulla presenza di Jarod e Lyle, ma l'uomo rimane sconvolto quando scopre che Lyle è un assassino senza scrupoli.
Miss Parker segue lo sceriffo e raggiunge il magazzino, poi l'uomo l'arresta su indicazione di Lyle e per paura che lui uccida sua moglie. Intanto Lyle tortura Jarod e lo droga, dicendogli che al risveglio si troverà senza un pollice. Qualcuno interviene e salva Jarod, stendendo Lyle. Si tratta dell'uomo che segue Miss Parker ed è Kyle, il fratello di Jarod.
Sydney e Broots ricevono delle foto che li ritraggono e Angelo, toccandole, inizia a pronunciare il motto di Kyle Io decido chi vive e chi muore. Broots è sconvolto che siano ancora tutti vivi, mentre lo psichiatra prenota un volo per sé e Broots per l'Arizona e chiede di tenere pronto l'elicottero del Centro.
Kyle racconta al fratello di essere scappato prima che il furgone in cui Jarod l'aveva creduto morto esplodesse; poi è rimasto nascosto, seguendo tutti i movimenti di Miss Parker e Sydney nella speranza che lo portassero a lui. Kyle ha ancora una forte sete di vendetta e vorrebbe uccidere Lyle, ma Jarod lo convince a farsi dire dove ha sepolto la moglie dello sceriffo, perché salvare delle vite è molto più gratificante che uccidere per sanare il rancore.
Intanto Miss Parker convince Marilyn a farsi aiutare e la donna la libera, raccontandole del rapimento; Jarod e Kyle, invece, vanno a cercare la signora Delmont e riescono a salvarla prima che l'ossigeno termini. La donna abbraccia Kyle e lo ringrazia per averla liberata. Miss Parker raggiunge il magazzino e vi trova Lyle, il quale le racconta che Kyle e Jarod sono lì. Sbottando sul fatto che "sembra che nessuno muoia più sul serio", Miss Parker gli spiega di aver capito subito che la busta lasciata per lei era sua e quando Lyle chiede cosa l'abbia tradito lei conferma che Jarod è "una spina nel fianco, ma non è senza cuore."
Ricongiunti lo sceriffo e la moglie, Kyle e Jarod parlano di quanto sia bello aiutare gli altri, ma vengono interrotti da Lyle, che ha avuto la meglio su Miss Parker e le sta puntando una pistola alla testa. Kyle, a sua volta, lo minaccia con un fucile. Intanto l'elicottero del Centro sta atterrando proprio dove si trovano loro, con a bordo Sydney, Broots e altri spazzini. Kyle chiede a Lyle se gli faccia male la ferita che gli ha procurato poco prima, lanciando a Miss Parker un invito a dargli una gomitata al ventre. La donna si scansa e Kyle spara a Lyle ferendolo, ma l'uomo prende di mira Jarod, sparando un colpo. Kyle, per salvare il fratello, si mette fra lui e il proiettile, rimanendo ferito alla schiena.
Dopo aver chiesto scusa a Jarod, Kyle muore e Lyle scappa; lo sceriffo raggiunge la scena del delitto e obbliga Miss Parker e gli spazzini ad andarsene senza il fuggiasco. Jarod va via con il corpo di Kyle in elicottero, spiegando a Sydney che lo porterà dove potrà essere utile. Alcune ore dopo, Marilyn viene avvisata dal dottore che il trapianto di suo figlio è andato a buon fine: Jarod ha donato il cuore di Kyle, anch'egli AB RH Negativo, a J.R.

## Ostaggi
- Titolo originale: Bank
- Diretto da: Michael Lange
- Scritto da: Harry Dunn

### Trama
Miss Parker riceve un'inconsueta visita dal padre a casa sua e si rende conto che l'uomo non ricorda niente di quando lei era giovane; le spiega che ha dormito male, ma non le dice perché. Più tardi, al Centro, riceve una busta da parte di Jarod: contiene una brochure della Dover Town Bank che la invita a presentarsi alle 11:00 e una lettera di sua madre Catherine, scritta pochi giorni prima di morire e indirizzata a lei.
Miss Parker visita la banca e rimane stupita quando scopre che c'è anche Jarod. Il simulatore prima le dà altre lettere di Catherine, poi le spiega che l'ha invitata lì per non perdersi l'arrivo di un uomo che stanno cercando entrambi da molto tempo: il signor Fenigor. I due hanno intenzione di parlare con l'uomo per chiarire i segreti del loro passato, ma all'improvviso due uomini assalgono la banca per una rapina. I due banditi, Jude e Clavell Dane, sono fratelli: il primo vive chiaramente all'ombra del secondo, che si rivela essere cattivo e pericoloso. Una guardia li affronta e Clavell lo fredda con un colpo di pistola. A questo punto i due fratelli sono costretti a prendere in ostaggio tutti i presenti, inclusi il vice-direttore della banca, Frank Isaac e sua figlia Kaley. Fenigor riconosce Miss Parker, identica a sua madre; Jarod le dice che le lettere che le ha donato le ha trovate nella cassetta di sicurezza di suo padre, dopo essersi introdotto di notte in casa sua e Parker capisce immediatamente che il padre le ha raccontato l'ennesima bugia. Clavell prende di mira Miss Parker, che cerca di tirare fuori la sua arma per difendersi, poi usa Jarod come ostaggio e si fa vedere alla televisione per fare le sue richieste alla polizia. Al Centro, Sydney e Broots guardano la tv e si accorgono che anche il fuggiasco si trova alla banca con Miss Parker e anche Raines guida una squadra di spazzini sul posto.
Miss Parker legge la seconda lettera di Catherine, poi Clavell si fa dare le chiavi del caveau da Frank, che non vuole che sia fatto del male alla figlia, con la quale ha un rapporto difficile. Jarod si offre di aprire il caveau e, nel frattempo, cerca di far ragionare Miss Parker sul rapporto che ha con suo padre e su tutte le bugie che le ha sempre raccontanto, specialmente su sua madre e il suo omicidio. Una volta aperto il caveau, Jarod va a sedersu vicino a Fenigor e gli chiede di aiutarlo a ritrovare i suoi genitori e di rivelare a Miss Parker chi ha ucciso Catherine; l'uomo reagisce male, chiaramente spaventato, e si alza in piedi cercando di scappare. Per fermare la sua fuga, Clavell gli spara alla schiena. Jarod e Miss Parker fanno di tutto per tenerlo in vita, e intanto lui la fa ragionare sulla falsità che il signor Parker ha sempre dimostrato nei suoi confronti. Clavell chiude tutti gli ostaggi nel caveua mentre cerca la via di fuga secondaria indicatagli dal simulatore. Jarod scopre da un'impiegata della banca che Fenigor ha molti soldi sul conto e che arrivavano dal Centro. Lui e Miss Parker capiscono che qualcuno lo sta pagando da decenni per tacere sui segreti del Centro. Intanto Sydney e Broots raggiungono la banca e scoprono che ci sono anche gli spazzini. Quando notano che Raines ha fatto appostare anche dei cecchini, decidono di intervenire per aiutare sia Miss Parker che Jarod.
Miss Parker racconta a Jarod che Catherine le mandava molte lettere e lui le chiede se lei crede ancora a suo padre quando le dice che Jarod infanga la memoria di sua madre con la menzogna. La donna è evidentemente scossa dalle sue parole.
Miss Parker aiuta Kaley che manifesta un conflitto interiore nei confronti del padre, a cui non crede più: le dice di seguire il suo cuore e capirà se lui le vuole bene davvero.
Fenigor dà a Jarod la chiave della sua cassetta di sicurezza in un attimo di lucidità, poi chiede scusa a lui e Miss Parker e sviene di nuovo. Poco dopo la donna riesce a rubare l'arma a Jude quando entra nella cella del caveau per dare una borraccia a Jarod e minaccia il rapinatore con la sua stessa pistola. Clavell, però, minaccia di uccidere Frank e la donna è costretta ancora una volta a lasciare andare Jude e rinunciare a fermare i due malviventi.
Broots e Sydney vogliono fermare il cecchino del Centro che si è sostituito a un uomo della SWAT, ma Sydney viene bloccato dallo spazzino Gar e obbligato a rimanere in macchina sotto il suo controllo: ora tocca a Broots aiutare i due ostaggi.
Miss Parker parla con Frank e lo esorta ad amare sua figlia, che non vuole altro che il suo affetto. Poi, Jarod le conferma che Catherine sarebbe fiera di lei; Miss Parker si rende conto che Fenigor è vivo grazie agli insegnamenti che ha ricevuto da Sydney, ma Jarod ribatte lanciandole un'altra frecciatina, ossia che il suo mentore gli ha insegnato che si può essere come si vuole.
Frank e sua figlia fanno pace e allora Miss Parker cerca di far parlare Fenigor, inutilmente; lei e Jarod aprono la sua cassetta di sicurezza e ci trovano l'elenco dei versamenti che si scoprono arrivare dal conto in banca del signor Parker. Jarod trova anche una busta indirizzata a lui e la prende senza che Miss Parker lo noti. Poi Fenigor riesce a dire alcune parole e spiega a Jarod che lui viene da un posto chiamato Prodigio.
Mentre Clavell decide di usare il piano di Jarod per scappare dalle fogne, il genio ha un'idea e dà a Jude un uovo di cioccolato con dentro un gadget esplosivo a gas. Quando il goloso rapinatore lo apre, gli esplode in faccia e i due approfittano della confusione per bloccare prima lui e poi Clavell. Dopo averli chiusi nel caveau, gli ostaggi escono salvi dalla banca. Fenigor sta andando in ospedale su una lettiga e parla ancora. Prima cita ancora la parola Prodigio e poi nomina delle fantomatiche Schede Rosse. Il cecchino del Centro è appostato e sta mirando a Jarod e Miss Parker: Broots lo raggiunge e gli intima di fermarsi, facendogli sbagliare il colpo, che va a colpire il ferito. A questo punto è un uomo della SWAT a salvare Broots da una morte certa, uccidendo il cecchino. Fenigor non muore e va in ospedale, ma Jarod ovviamente scappa. All'arrivo del signor Parker, la figlia si sente ancora una volta messa in disparte quando capisce che al padre non interessa se stia bene o no.
La sera, Miss Parker riceve ancora una visita (poco gradita) dal Signor Parker, che cerca di scusarsi regalandole dei fiori e dicendole che è felice che stia bene. L'uomo le confessa che qualcuno è entrato in casa sua e ha rubato delle cose di poco conto, Miss Parker dissimula facendogli credere di non saperne niente. Poi gli chiede come mai il cecchino del Centro abbia sparato all'uomo nella banca, il padre mente dicendo che è stata una fatalità. Miss Parker mente a sua volta quando dice di non avere idea di chi fosse quell'uomo.
Pochi istanti dopo l'uscita del signor Parker, la figlia riceve la solita chiamata da Jarod: gli rivela di aver mentito spudoratamente a suo padre e poi ammette una triste realtà: "tale padre, tale figlia". Jarod la consola e le promette che presto scoprirà la verità, così come lui. Il problema è cosa ne sarà di loro dopo che l'avranno scoperta.

## Legami di sangue (1ª parte)
- Titolo originale: Bloodlines: Part 1
- Diretto da: Frederick King Keller
- Scritto da: Steven Long Mitchell, Craig W. Van Sickle

### Trama
Jarod e Miss Parker sognano entrambi le parole dette da Fenigor durante la rapina in banca. Nella busta che l'uomo gli ha lasciato, Jarod trova uno strano numero identificativo, un indirizzo e un biglietto da visita di una clinica di nome NuGenesis. All'indirizzo, Jarod scopre la casa in cui viveva con i suoi genitori, bruciata in un incendio la stessa notte del suo rapimento. In seguito la casa era stata comprata proprio dal Centro. La NuGenesis è una clinica della fertilità di Atlanta (Georgia) dove il simulatore si fa assumere come Dr. Jarod Spock per trovarsi a lavorare con i dottori Cynthia deWitt e Nicholas Haring, nonché con il tecnico di laboratorio Jeremy. La clinica esiste da trent'anni e aiuta potenziali genitori a fare delle inseminazioni per avere figli. Jarod si occupa dei coniugi Brewster, sperando di poterli aiutare a realizzare il loro sogno di avere finalmente un bambino. Intanto Miss Parker continua a visitare Fenigor all'infermeria del SL-14 nella speranza che le dica chi ha ucciso Catherine, ma l'uomo continua a stare male. Allora lei incoraggia Broots a scoprire cosa intendesse per "schede rosse" e "prodigio" parlando della provenienza di Jarod. Sydney, invece, sta testando una terapia che potrebbe guarire definitivamente Angelo e farlo tornare normale. Dopo le prime iniezioni, Angelo inizia a fare progressi e a parlare come un uomo normale e a limitare i suoi scatti di follia. Sydney spiega a Parker che dovrà fare ancora 4 trattamenti per tornare completamente sano. Angelo inizia anche a ricordare molte cose di quando era ancora Timmy e torna a suonare il pianoforte.
Jarod tenta di immettere l'ID trovato nella busta di Fenigor negli archivi informatici della clinica, ma viene sorpreso e fermato da Jeremy. Più tardi trova delle stanze che gli sono famigliari e ha dei flashback di quando era bambino e si rende conto che era già stato alla NuGenesis a fare degli esami del sangue e dei test attitudinali per scoprire quanto fosse intelligente.
Broots trova la foto di una classe di bambini sulla scrivania di Raines e, quando la vede, Angelo ha una reazione emotiva e inizia a parlare di "schede rosse" e a sostenere che "non può farlo di nuovo". Miss Parker capisce che Angelo ricorda più di quanto voglia far credere. L'empatico, intanto, manda una copia della foto via mail a Jarod, che vede la nota "prodigio" scritta a mano da Angelo. Capisce anche lui che Raines sta tentando di rapire un altro bambino per renderlo un simulatore, proprio come aveva fatto con loro. Intanto l'inserviente della NuGenesis indaga su Jarod e scopre la foto dei bambini nel suo studio. Angelo spiega a Miss Parker che le risposte che cerca sono nel SL-27: quando i tre colleghi lo visitano, scoprono che lo stanno ricostruendo per prepararlo ai test sul nuovo simulatore.
L'inserviente rivela a Jarod che conosceva sua madre Margaret, che era andata alla NuGenesis per cercare di avere un figlio e poi aveva rivisto lei e suo padre dopo il rapimento. Al Reparto 7 della NuGenesis facevano degli esperimenti e test su diversi bambini e l'inserviente rivela che da alcuni tempi la cosa succede di nuovo.
Lo spazzino Willie, intanto, ascolta le conversazioni di Miss Parker e Sydney e scopre che stanno curando Angelo, così avvisa Raines. Per mettersi al sicuro, il dottore inizia a traslocare dal suo ufficio al SL-27 in ricostruzione.
Jarod e l'inserviente vanno negli archivi e gli torna utile la chiave lasciatagli da Fenigor: apre una cassaforte dentro la quale sono riposte le famose "schede rosse". Di fatto contengono test effettuati e dati clinici dei bambini, ma il posto al quale erano destinati è stato cancellato da ognuna di esse. Nella cassaforte c'è anche l'ID relativo a Jarod e dei filmati dei test che gli avevano fatto alla NuGenesis.
Broots, rovistando fra gli oggetti di Raines in fase di trasferimento, scopre dei filmati relativi alla nascita di Miss Parker: la sorpresa è che non era nata solo lei, ma anche un suo gemello che sembrerebbe essere nato morto.
L'inserviente racconta a Jarod che sua madre Margaret e suo padre, Charles, andavano spesso in un cottage in Georgia, l'Oakview Lodge, e gli dà un foglietto con l'indirizzo trovato fra le schede rosse. Miss Parker, invece, affronta suo padre sul fratello e lui ammette che era morto ancora prima di nascere e gliel'hanno tenuto nascosto per non farla soffrire.
Arrivato al cottage, Jarod trova Louis Rue, che conosceva i suoi genitori da bambino ed è stato salvato da Charles quando aveva rischiato di morire assiderato in un lago ghiacciato. Gli rivela che Charles era un pilota dell'aeronautica e infatti lo chiamava "Maggiore Charles".
Angelo decide di scappare dal Centro: lasciato un biglietto a Sydney, prende le sue dosi della cura e se ne va. Nel frattempo la sua memoria progredisce e suona sempre meglio il pianoforte.
Jarod, invece, si fa passare per un supplente alla scuola pubblica dove è stata scattata la foto dei bambini. Nella classe mette insieme i tre ragazzini che vengono dalla NuGenesis e fa fare loro lo stesso test che avevano eseguito su di lui da piccolo. Intanto Jeremy arriva alla scuola e Jarod lo sorveglia, ma si rende conto che è andato solo a trovare sua figlia. Tornato nella classe, il puzzle è stato risolto da uno dei tre bambini, ma nessuno di loro vuole dire chi è stato. Raines scopre che Angelo ha rubato le schede rosse, allora chiede al Signor Parker il permesso di accelerare i tempi e rapire il bambino. Lui gli dà il suo consenso. Angelo raggiunge Jarod all'Oakview Lodge e lo stupisce mostrandogli i suoi progressi con la cura. I due parlano a lungo di famiglia e genitori, poi Jarod intuisce che la cosa che li rendeva speciali era qualcosa che si trovava nel loro sangue, visti tutti i test che facevano alla NuGenesis. Allora fa analizzare i tre campioni dei bambini alla clinica, fingendo che si tratti di test per la coppia Brewster. Al Centro, nel frattempo, Broots trova un altro video della nascita di Miss Parker che conclude la parte che era stata tagliata: il bambino era ancora vivo e sanissimo, tanto che Raines l'aveva fatto portare alla NuGenesis.
Dagli esami sui tre campioni, risulta che un bambino è adatto a un progetto che sta seguendo la dottoressa deWitt, che abbocca alla trappola di Jarod e gli fa capire che è proprio lei la persona in combutta col Centro. Il bambino prodigio è Davey Simpkins e Jarod va a casa dei suoi tutori per scoprire che è già stato portato via da Gar, lo scagnozzo di Raines. Dopo una corsa all'aeroporto, lui e Angelo lo vedono partire con un aereo diretto chissà dove.
- Nota. Jarod scopre il Pledge of Allegiance.

## Legami di sangue (2ª parte)
- Titolo originale: Bloodlines: Part 2
- Diretto da: Frederick King Keller
- Scritto da: Steven Long Mitchell e Craig W. Van Sickle

### Trama
Un furioso Jarod chiama Sydney per scoprire dove sia finito Davey, ma lui non lo sa e promette che indagherà. Miss Parker, invece, parla nuovamente col padre e lo insulta chiedendogli perché non le aveva detto che aveva un fratello e gli mostra il video della sua nascita. L'uomo ha un malore e le giura che non sapeva che il bambino fosse vivo.
Angelo si gode la libertà e il sole e sta diventando sempre più bravo col pianoforte. Miss Parker recupera le 7 schede rosse e Broots, rendendosi conto che una è relativa sicuramente a Jarod, suggerisce che forse proprio lui potrebbe essere il fratello di Miss Parker. Davey è sotto il controllo della dottoressa deWitt, in collaborazione con gli spazzini e il signor Raines.
Sydney fa visita a Fenigor e gli chiede informazioni sui bambini per scoprire dove venivano portati dopo essere tolti alle famiglie e prima di arrivare al Centro; in un attimo di lucidità, l'uomo risponde che finivano a Charleston nel Sud Carolina. L'uomo gli rivela anche la presenza di un'ottava scheda rossa nascosta in una scatola blu nel SL-27.
Angelo, che ormai è sempre più Timmy, ricorda insieme a Jarod il momento del suo rapimento e rivede alcune immagini nella sua testa, fra le quali una targa che indica il nome "Angel Manor", dove l'avevano scortato gli uomini del Centro. Pochi istanti dopo, Sydney chiama Jarod e gli dice di andare a Charleston.
Raines sta già facendo i suoi test su Davey, proprio come aveva fatto con Angelo anni prima: il suo scopo è creare un simulatore come Jarod. I due fuggiaschi raggiungono Angel Manor e, mentre Angelo crea un diversivo, Jarod recupera Davey e i tre scappano e si rifugiano nuovamente all'Oakview Lodge. Purtroppo Davey sta male e ha subìto gli effetti dei test di Raines proprio come era accaduto ad Angelo. Jarod chiama Sydney, che lo invita a distillare una cura come quella che sta prendendo l'empatico e a somministrarla a Davey entro tre ore, prima che i suoi mutamenti diventino irreversibili. Intanto Syd e Broots vanno nel SL-27, dove trovano la scatola blu e l'ottava scheda rossa. Jarod segue il consiglio del suo mentore e prepara una nuova cura alla NuGenesis con l'aiuto dell'inserviente, mentre Angelo si occupa di Davey e lo tranquillizza suonando il pianoforte. Miss Parker raggiunge la NuGenesis per cercare informazioni su suo fratello e scopre così l'ufficio di Jarod. Lì lascia un mozzicone di sigaretta e vede il foglietto con l'indirizzo dell'Oakview Lodge. Jarod, intanto, viene scovato da Gar e i due lottano, poi riesce a mettersi in salvo solo grazie all'inserviente, che dà la vita per salvare la sua.
Jarod torna da Davey e Angelo, ma trova una brutta sorpresa al cottage: Miss Parker li ha raggiunti e li minaccia con la solita pistola. Lui, per farle capire subito il suo disappunto, la chiama "sorellina".
Poi le rivela che le schede rosse erano otto e non sette e riguardavano 8 bambini dei quali la NuGenesis analizzava il sangue, contenente un'anomalia che li rendeva adatti a diventare dei perfetti simulatori. Studiando le cartelle cliniche, Jarod ha ristretto poi l'identità del fratello di Miss Parker a soli due individui del gruppo. Ansiosa come mai prima, la donna gli chiede se uno dei due sia lui. Dopo lunghi sguardi intensi, Jarod la tranquillizza dicendole che lui non è suo fratello, ma deve cercare questa figura o in Angelo o in un bambino di nome Bobby, che lei conosce meglio come Signor Lyle. Miss Parker allora scoppia a ridere e si rende conto che suo fratello è o un pazzo criminale o un "demente". Jarod cerca di convincerla a lasciarlo aiutare Davey, ma lei non vuole saperne. Jarod ha l'antidoto in mano e la invita a sparargli, se proprio vuole farlo; poi fa per iniettarla al bambino, ma Miss Parker lo spaventa sparando un colpo all'aria e gli rivela che non ha mai cercato il "falso eroismo" in un uomo. Poi prende il flacone dalle mani di Jarod e si sposta vicino alla porta.
Angelo interviene e le ricorda che la povera Catherine, che forse era anche sua mamma, ha dato la vita per cercare di salvare quei bambini delle schede rosse ed è morta per questo. Allora Miss Parker cede e proprio mentre sta per ridare la provetta a Jarod, Louis apre la porta con decisione e l'oggetto le cade di mano. Jarod si tuffa per prenderlo, ma troppo tardi: la cura per Davey è perduta. 
Miss Parker, furibonda, dà un pugno al povero Louis per punizione. Angelo decide di sacrificarsi per Davey e cede la sua ultima dose di cura al bambino per permettergli di tornare normale. Apprezzando enormemente il sacrificio del suo amico, un Jarod devastato inietta la cura a Davey, mentre Angelo inizia a suonare nuovamente il pianoforte e Miss Parker si commuove al punto di piangere a dirotto.
Al Centro, Sydney rivela a Broots che si sente in colpa perché avrebbe dovuto fermare Raines anni prima. Allora decide di agire una volta per tutte e piazza una bomba che si attiverà dopo 12 ore nel SL-27.
La mattina dopo, Louis si tasta la mandibola e Jarod gli conferma che nel caso di Miss Parker "è difficile distinguere quando morde e quando abbaia". Davey finalmente si risveglia ed è tornato normale. Angelo, invece, sta iniziando a regredire e torna a suonare il pianoforte sempre meno bene. Miss Parker, allora, coglie l'occasione per parlare con lui di sua madre e i due la ricordano come una donna amorevole e che amava sua figlia moltissimo. Con gli ultimi attimi di lucidità, Angelo ricorda l'assassinio di Catherine, ma non il volto di chi le ha sparato. Si ricorda solo che era un uomo vestito di nero.
Gar va nell'ufficio di Jarod e scopre l'indirizzo del cottage e il mozzicone di Miss Parker, capendo subito dove si trovino i due. Jarod cerca di convinvere Miss Parker a lasciarlo andare via con Davey per salvargli la vita, e proprio quando sembra voler cedere gli uomini del Centro li raggiungono, con rammarico di entrambi. Il gruppo raggiunge l'aeroporto e Jarod se la prende con Miss Parker, lanciandole le solite frecciate sul fatto che sua madre sarebbe "orgogliosa" di lei e che non doveva finire così. Angelo finge di star male e, in un attimo di distrazione, Jarod lotta con gli spazzini, prende Davey e corre all'aereo per portarlo via. Angelo si mette davanti a Miss Parker e la invita a lasciarli fuggire. Lei, a malincuore, lascia che Jarod fugga, capendo che è la cosa giusta da fare.
Il simulatore porta il bambino alla coppia Brewster, convinto che i due nuovi genitori lo ameranno senza condizioni; al Centro, invece, è quasi tornato il "vecchio" Angelo e allora Miss Parker si reca nuovamente da Fenigor per avere risposte. La sua sorpresa è immensa quando nella sua stanza trova anche Jarod. I due cercano di farlo parlare per scoprire chi ha ucciso Catherine e dove siano i genitori del simulatore, così l'uomo in fin di vita rivela che la mamma di Parker è stata uccisa dall'uomo col vestito nero, che è il padre di Jarod.
Sconvolto, Jarod scappa inseguito da Miss Parker, che questa volta non esita a sparargli. I due si trovano in un vicolo cieco al SL-27 e vengono raggiunti anche da Raines, gli spazzini e il Signor Parker. Mentre Jarod cerca di fuggire, Sydney sopraggiunge e lo invita ad andarsene perché ha messo una bomba. Poi gli chiede di perdonarlo e l'ordigno esplode distruggendo ogni cosa.